# Cappella Caracciolo del Sole

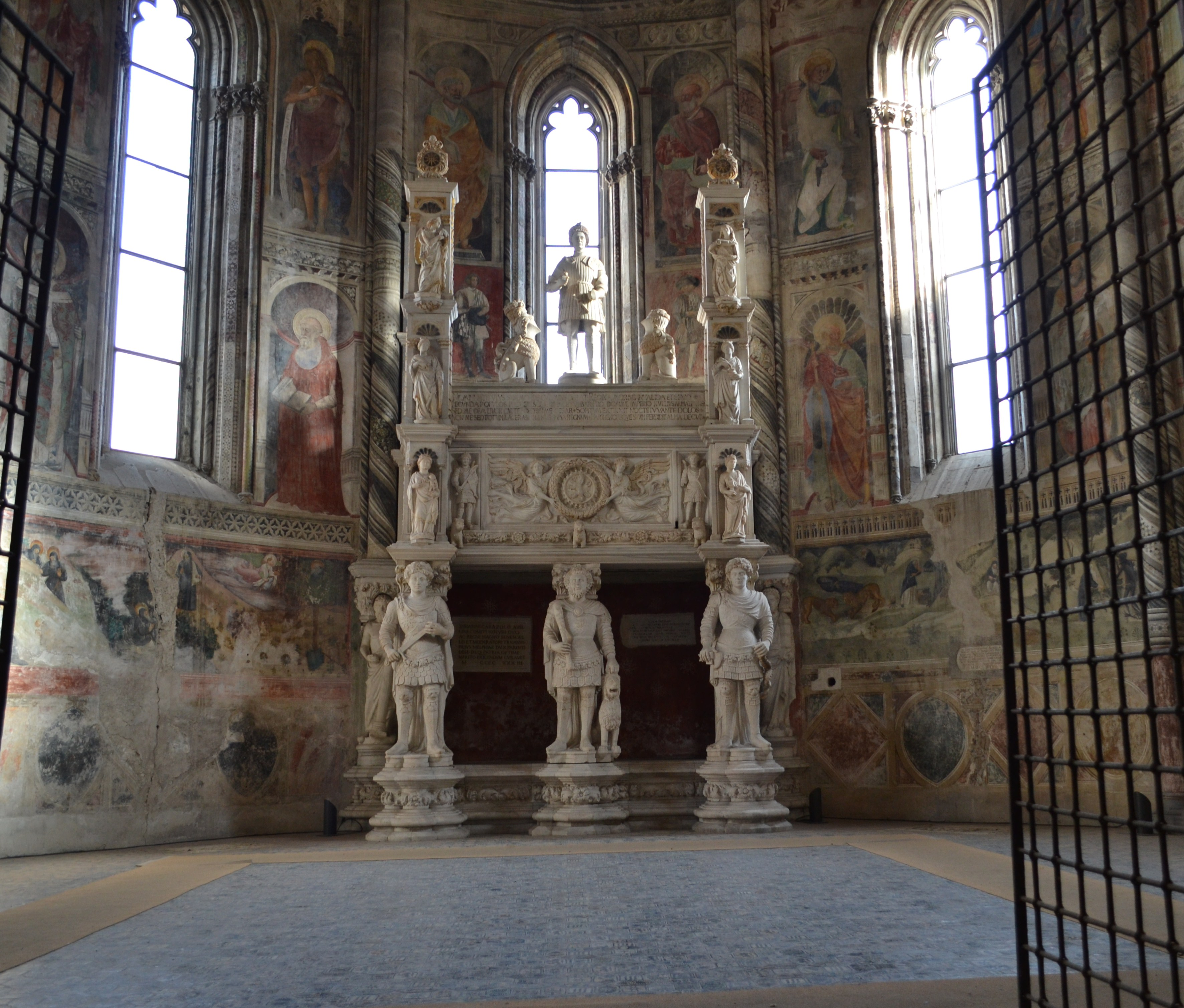
Interno della cappella

La cappella Caracciolo del Sole è una cappella rinascimentale della chiesa di San Giovanni a Carbonara di Napoli.

## Storia
La cappella fu voluta nel 1427 da Sergianni Caracciolo, gran siniscalco del Regno di Napoli nonché amante della regina Giovanna II, assassinato nel 1432 da una congiura di palazzo a Castel Capuano ordinata probabilmente dalla stessa regina, come cappella gentilizia di famiglia.
Alcuni anni dopo la sua morte, sicuramente dopo il 1441, il figlio Troiano commissionò per la parete principale della cappella il monumento funebre che avrebbe custodito le spoglie di Sergianni. Tuttavia non è certa l'attribuzione della committenza a Troiano, in quanto la paternità delle sculture a due maestranze diverse, cronologicamente prima a una lombarda e poi ad Andrea Ciccione da Firenze, lascia plausibile anche l'eventualità che il monumento funebre sia stato iniziato quando Sergianni era ancora in vita, e quindi su sua diretta richiesta, e poi completata solo diversi anni dopo la sua morte, questa volta per volontà di Troiano. Dopo la morte dello stesso Troiano, dato che i suoi figli Giovanni e Giacomo erano ancora minorenni, la proprietà dell'ambiente passò a Marino Ascanio Caracciolo (sepolto anche lui in cappella, sotto una lastra tombale sul pavimento accanto al monumento a Sergianni) che invece si occupò intorno alla metà del Quattrocento di abbellire la sala commissionando ad artigiani napoletani le mattonelle maiolicate che compongono la pavimentazione.
Alla sua edificazione la cappella fu molto probabilmente utilizzata dai padri agostiniani come coro, finché non decisero nel corso del Cinquecento, in occasione dei lavori di ristrutturazione della cappella, di spostarsi nelle funzioni liturgiche alla cappella Somma collocata nella controfacciata della chiesa.
La cupola era in origine caratterizzata da affreschi risalenti alla seconda metà del XV secolo con gli stemmi familiari del ramo del Sole nelle vele. Tuttavia dopo il terremoto del 1688 la stessa crollò perdendo così gli elementi decorativi interni e costringendo gli allora titolari della cappella, Francesco e Giovanni Caracciolo, ad avviare i lavori di ristrutturazione che consistettero sostanzialmente nell'esecuzione di una nuova cupola, questa volta affrescata con putti ed angeli al lato interno e con mattonelle maiolicate su quello esterno.
Crollata probabilmente un'altra volta, la cupola fu rialzata ancora un'altra volta senza apporvi alcun elemento decorativo su volontà di Gaetano Caracciolo, il quale avviò altri lavori di ristrutturazione interni introducendo nel 1753 davanti al sepolcro di Sergianni anche un altare marmoreo di gusto barocco.
A causa dei bombardamenti alleati della seconda guerra mondiale, la cupola crollò nuovamente per poi essere rialzata durante la seconda metà del Novecento, in maniera pressoché disarmonica rispetto al resto dell'architettura della cappella; l'altare maggiore fu invece spostato nella parete frontale della cappella del Crocifisso della stessa chiesa.

## Descrizione

### Pianta
| Pianta e schema delle opere della cappella: - ██ Zoccolo affrescato con motivi geometrici - ██ Storie della vita della Vergine (Leonardo da Besozzo) - ██ Storie degli eremiti (Perinetto da Benevento) - ██ Santi e apostoli (Antonio da Fabriano) - ██ Sepolcro di Sergianni Caracciolo (Andrea da Firenze) | Pianta e schema delle opere della cappella |

### Interno
La cappella è di forma circolare a pianta ottagonale con volta suddivisa in otto costoloni che si prolungano fino ai pilastri della struttura.

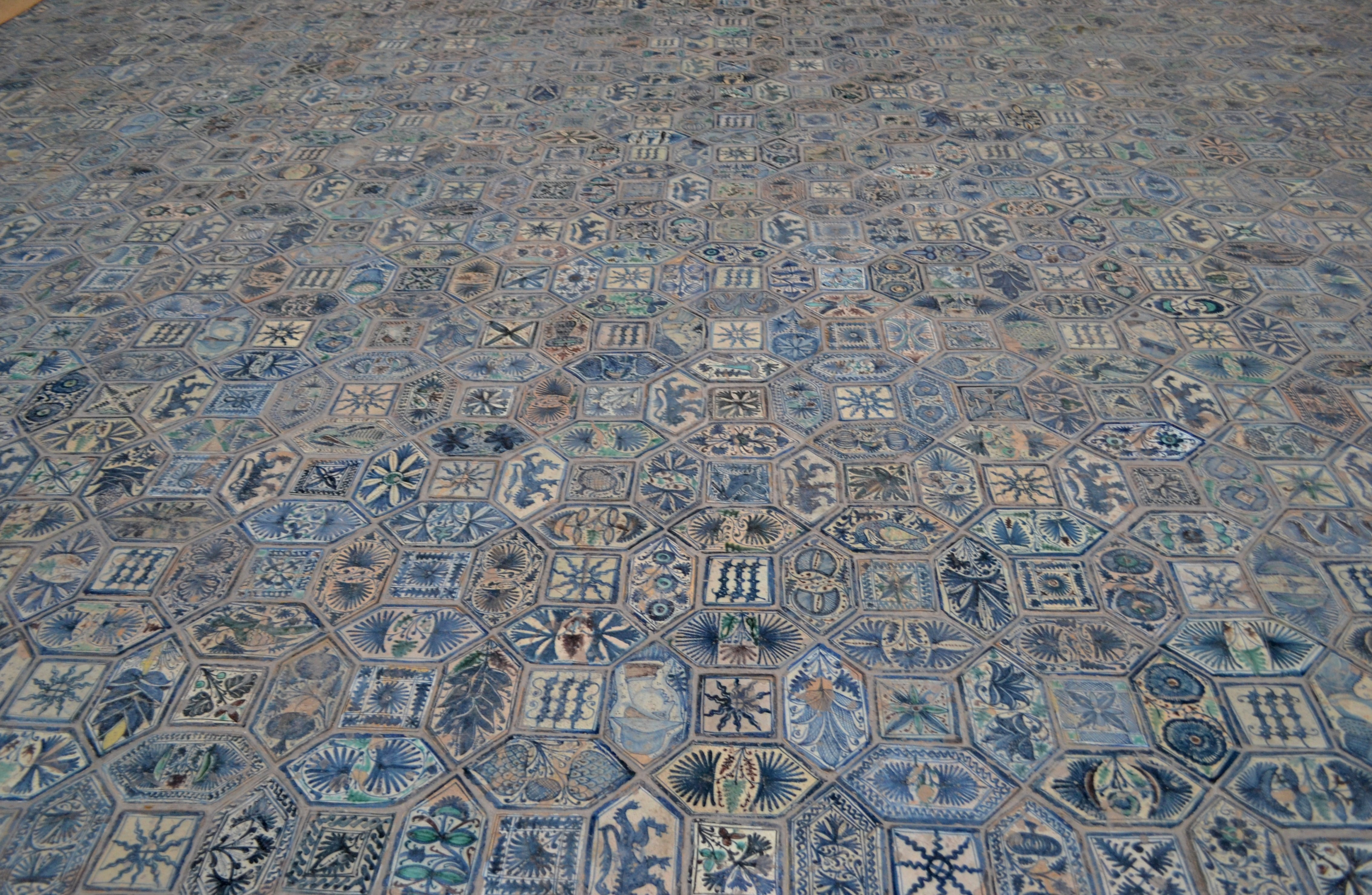
Particolare del pavimento maiolicato

La cupola, crollata più volte, è dal lato interno spoglia di qualsiasi opera artistica; sul lato esterno invece sono su tre lati dei contrafforti le statue di Sergianni Caracciolo, di Mosè e di Elia databili alla metà del Quattrocento ed opera di ignoti autori di scuola napoletana.
La pavimentazione maiolicata della metà del XV secolo vede un'alternanza di tozzetti ed esagonelle che ripropongono nel loro insieme, in diverse porzioni, la forma ottagonale della cappella. Le mattonelle sono decorate con motivi floreali, animali (conigli, cani, uccelli) e ritratti di uomini e donne in costumi dell'epoca; al fine di richiamare la committenza, quindi Marino Ascanio Caracciolo, è incisa in alcune di quelle che compongono il centro dell'ottagono la lettera "M". Alcune mattonelle che un tempo decoravano la cappella sono oggi al British Museum di Londra. Ai lati del monumento funebre a Sergianni Caracciolo sono collocate inoltre sul pavimento due lastre tombali di cui una ospitante le spoglie di Marino Ascanio, l'altra invece è priva di epigrafe.

#### Ilsepolcro di Sergianni Caracciolo
Di grande rilievo nella cappella è il sepolcro di Sergianni Caracciolo, addossato alla parete frontale e secondo alcuni studiosi incompiuto, la cui esecuzione è da attribuirsi a Andrea da Firenze che completò il lavoro iniziato da un altro autore non definito, di scuola lombarda.

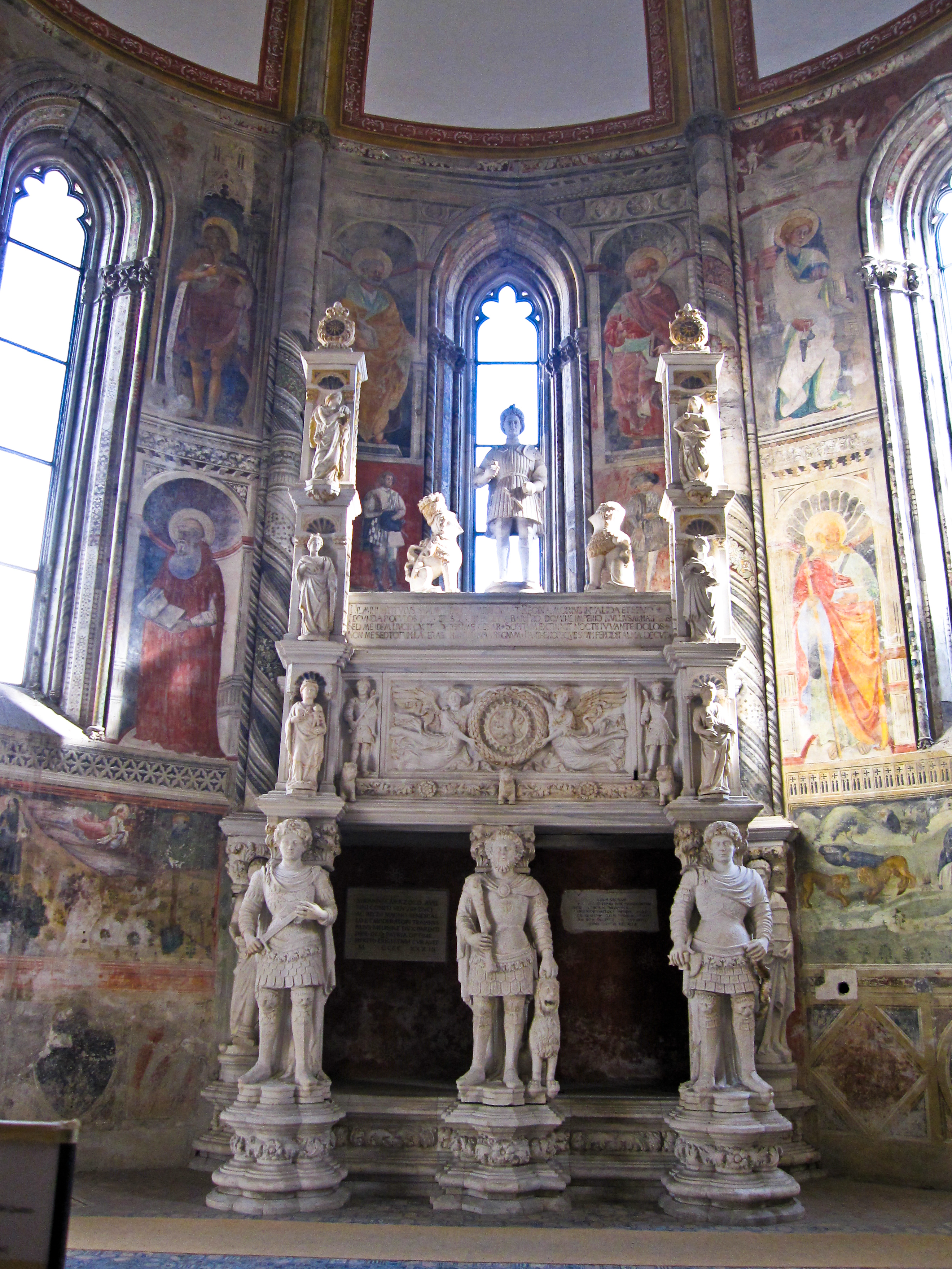
Sepolcro di Sergianni Caracciolo

L'opera si divide in tre ordini; il primo è costituito da una base di marmo decorata con motivi floreali su cui stanno cinque sculture di virtù armate (due addossate alla parete nella zona posteriore e tre in posizione avanzata) tutte che sorreggono un'arca. Il secondo ordine del monumento vede quindi sul fronte della cassa, nella cornice inferiore, tre leoni di piccola dimensione accompagnati ad altre decorazioni di fogliame; nello spazio centrale invece sono ai lati due statue ritraenti guerrieri armati con una corazza recante lo stemma della famiglia Caracciolo, poste entrambe in due nicchie, mentre al centro entro un rettangolo sono le figure in altorilievo di due geni alati reggenti una corona di alloro dentro la quale è ancora lo stemma familiare: il sole con dentro un leone rampante. Le due facce laterali della casa vedono invece due scene in rilievo in cui è rappresentato l'Arcangelo Michele. Il terzo ordine vede sopra la cassa una base di marmo su cui è l'iscrizione commemorativa che ricorda la vita del Caracciolo fino alla sua congiura composta dall'umanista Lorenzo Valla e che recita: «Nil mihi ni titulus summo de culmine derat. | Regina morbis invalida et senio, | fecunda populos proceresque in pace tuebar | pro domine imperio, nullius arma timens. | Sed me idem livor, qui te, fortissime Cesar, | sopitum extinxit nocte iuvante dolos. | Non me sed totum laceras, manus impia, Regnum | Parthenopeque suum perdidit alma decus». Sopra la targa del Valla è collocata la statua del defunto, rappresentato in posizione eretta con un pugnale nella mano destra e ai cui lati sono due leoni con un elmetto sul capo. Lungo le colonne portanti laterali che si innalzano sopra le due "cariatidi" armate esterne, infine, sono posizionate sei statuette (tre a lato) di cui quattro figure di virtù nelle prime quattro nicchie partendo dal basso (due a sinistra e due a destra) e le due figure che caratterizzano la scena dell'Annunciazione (un angelo e la Vergine) nelle ultime nicchie delle colonne, che culminano poi al vertice con due medaglioni di marmo riprendenti ancora lo stemma dei Caracciolo del Sole. In quella di sinistra, dal basso verso l'alto, sono la Magnanimità, la Prudenza e l'Angelo annunciatore; a destra sono invece la Fede, la Temperanza e la Vergine.
L'opera scultorea si avvicina nei modi molto allo stile gotico, in particolar modo a quello di Antonio Baboccio da Piperno, soprattutto al suo monumento funebre a Ludovico Aldomorisco nella basilica di San Lorenzo Maggiore, seppur dimostra in diversi punti elementi di avanguardia per quel periodo, come nel riquadro centrale del secondo ordine, dove anziché innalzare la figura del defunto, come avviene nel sepolcro di Maria di Durazzo ancora in San Lorenzo Maggiore o in quello di Ludovico Durazzo in Santa Chiara di Pacio Bertini (di cui rimane superstite in chiesa solo la lastra marmorea che mostra proprio questo particolare), in questo a Sergianni gli angeli sollevano invece lo stemma familiare, come se l'opera al capostipite della dinastia del Sole servisse a rivendicare il ruolo dell'intera famiglia e non solo esclusivamente della sua figura personale. La figura in piedi di Sergianni è poi un punto cruciale nel linguaggio stilistico del monumento, infatti in questa posa si segna un momento di "rottura" con i canoni gotici, che invece vedevano i defunti ritratti nei loro monumenti funebri in posizione stesa e rigida sopra il sarcofago, divenendo pertanto modello per i sepolcri di gran parte del Cinquecento, di cui due esempi sono riscontrabili nell'adiacente cappella Caracciolo di Vico con i monumenti a Galeazzo e Nicolantonio Caracciolo, che poi a sua volta sarà superata sul finire dello stesso secolo quando diventerà usuale ritrarre i nobili napoletani in posa "semigiacente".
Altra particolarità del monumento è infine il continuo voler celebrare le virtù militari del Sergianni, ricordate sul monumento dalle figure di guerrieri o di armature o di leoni che a più riprese appaiono nella composizione, a scapito di scene iconografiche religiose o devozionali classiche che invece risultano del tutto assenti, o comunque se usate, come nel caso delle due storie che vedono come protagonista l'Arcangelo Michele, fatte sempre per esaltare la scienza delle armi.

#### Affreschi

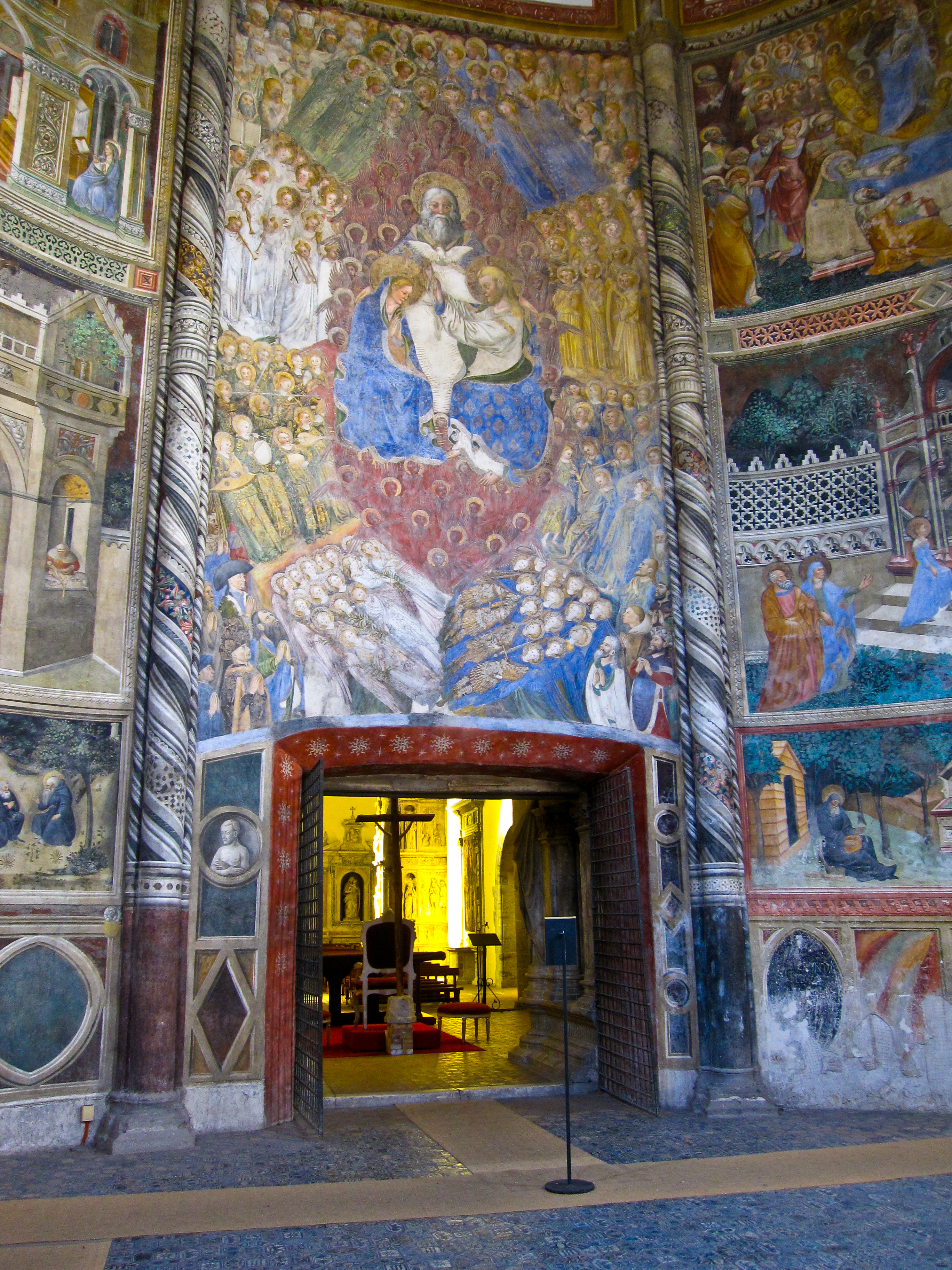
Vista della controfacciata

Gli affreschi che decorano le pareti risalgono alla prima metà del secolo XV e sono divisibili in tre cicli di diversi autori: quello con le Storie della Vergine, di Leonardo da Besozzo, quello sulle storie eremitiche, di Perinetto da Benevento, e infine quello con le figure di santi, opera di Antonio da Fabriano.
La prima fascia vede su di una zoccolatura affrescata con motivi geometrici la rappresentazione delle Storie eremitiche dei padri agostiniani, raccontate in sei scene rettangolari disposte sulle pareti laterali da leggersi in senso orario a partire dalla prima a sinistra dell'ingresso e attribuite per convenzione tutte a Perinetto da Benevento, in quanto alla prima di esse lasciò la sua firma. Le scene sono tutte raccontate con paesaggi di campagna aperta che fanno da sfondo alle azioni degli eremiti; l'unica scena che mostra una architettura è la quinta, dove è affrescata una elegante struttura militare. I padri agostiniani sono rappresentati nel ciclo prevalentemente nel compimento di attività rurale, come nella prima storia dove si mostrano alcuni padri che lavorano il pane o in altre dove trasportano acqua o raccolgono i frutti dei campi, o piuttosto in posa devozionale, mostrando gli stessi in preghiera. Ricorrenti sono inoltre le figure animali, ripresi più volte nelle scene, e la figura del diavolo tentatore, che infatti compare nella prima storia, ritratto in fondo a destra della scena tentando un eremita in preghiera con lo sguardo al cielo, nella terza e nella quarta, dove lo stesso viene allontanato da un eremita con un bastone.

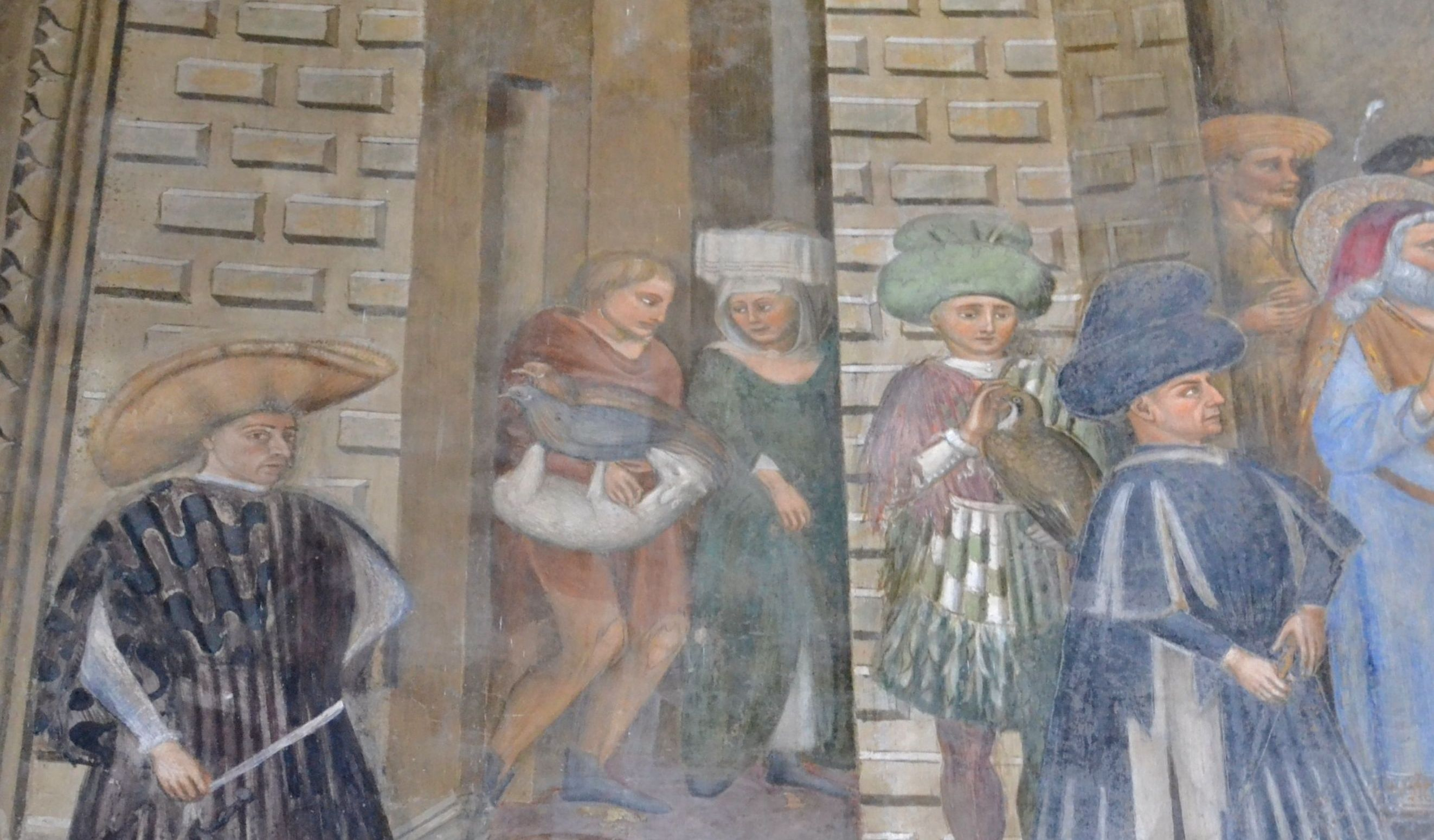
Probabili ritratti di Leonardo da Besozzo (a sinistra) e Sergianni Caracciolo (a destra) nella scena della Natività della Vergine

La seconda e terza fascia della controfacciata e delle due pareti ai suoi lati vedono nello scomparto sopra l'ingresso e nei quattro riquadri laterali allo stesso le Storie della vita della Vergine, di Leonardo da Besozzo. Le scene che raccontano la vita di Maria sono in totale cinque: sopra la porta è un'unica grande scena ritraente l'Incoronazione della Vergine; sul lato sinistro sono le scene della Natività della Vergine e dell'Annunciazione rispettivamente nel secondo e terzo riquadro, in quello destro invece sono la Presentazione al Tempio in basso e la Morte della Vergine in alto. Il ciclo si presenta come un'importante testimonianza storica della Napoli del Quattrocento mostrando elementi di dettaglio negli usi e nei costumi dei personaggi ritratti che raccontano la vita reale di quell'epoca, come avviene nella tradizione della pittura fiamminga. Nella scena della Natività, infatti, ambientata in un edificio similare al palazzo Penne di Napoli, si notano diverse figure femminili intente a compiere azioni di vita quotidiana che fanno da sfondo al tema narrativo centrale. Tra queste c'è quindi chi ritira le lenzuola stese fuori dalla finestra, chi è nell'atto di spennare una gallina o piuttosto chi sta conducendo in dono a sant'Anna altri animali, tra cui anche un agnello. Si notano poi nella scena anche i ritratti del committente Sergianni Caracciolo, sulla scalinata di accesso, con ampio cappello blu, mentre dentro l'architettura, vicino alla donna in abiti azzurri con in braccio Maria, è la moglie Caterina Filangieri con il figlio Troiano Caracciolo, vestita lei in abito verde scuro con i risvolti delle maniche in pelliccia e lui con una mantella azzurra. Nella stessa scena è infine attribuito alla figura maschile al margine di sinistra della composizione, in abito scuro con grande cappello dorato e lo sguardo rivolto allo spettatore, l'autoritratto di Leonardo da Besozzo, che sulla cornice inferiore sotto l'architettura lasciò anche la sua firma: «Leonardus de Bisuccio de Mediolano hanc capellam et hoc sepulcrum pinxit».
Le restanti cinque pareti anteriori della cappella vedono infine, nella seconda e terza fascia superiore, grandi figure di santi e apostoli attribuiti ad Antonio da Fabriano, allievo del Besozzo, racchiuse in riquadri rettangolari allungati verticalmente, soluzione adottata probabilmente per risolvere il problema delle finestre monofore che caratterizzano questo lato della cappella. Tra queste figure sono infine presenti anche due vir illustris (uomini illustri) con abiti cavallereschi, posti nei riquadri inferiori alle spalle del monumento funebre a Sergianni.
Storie della Vergine

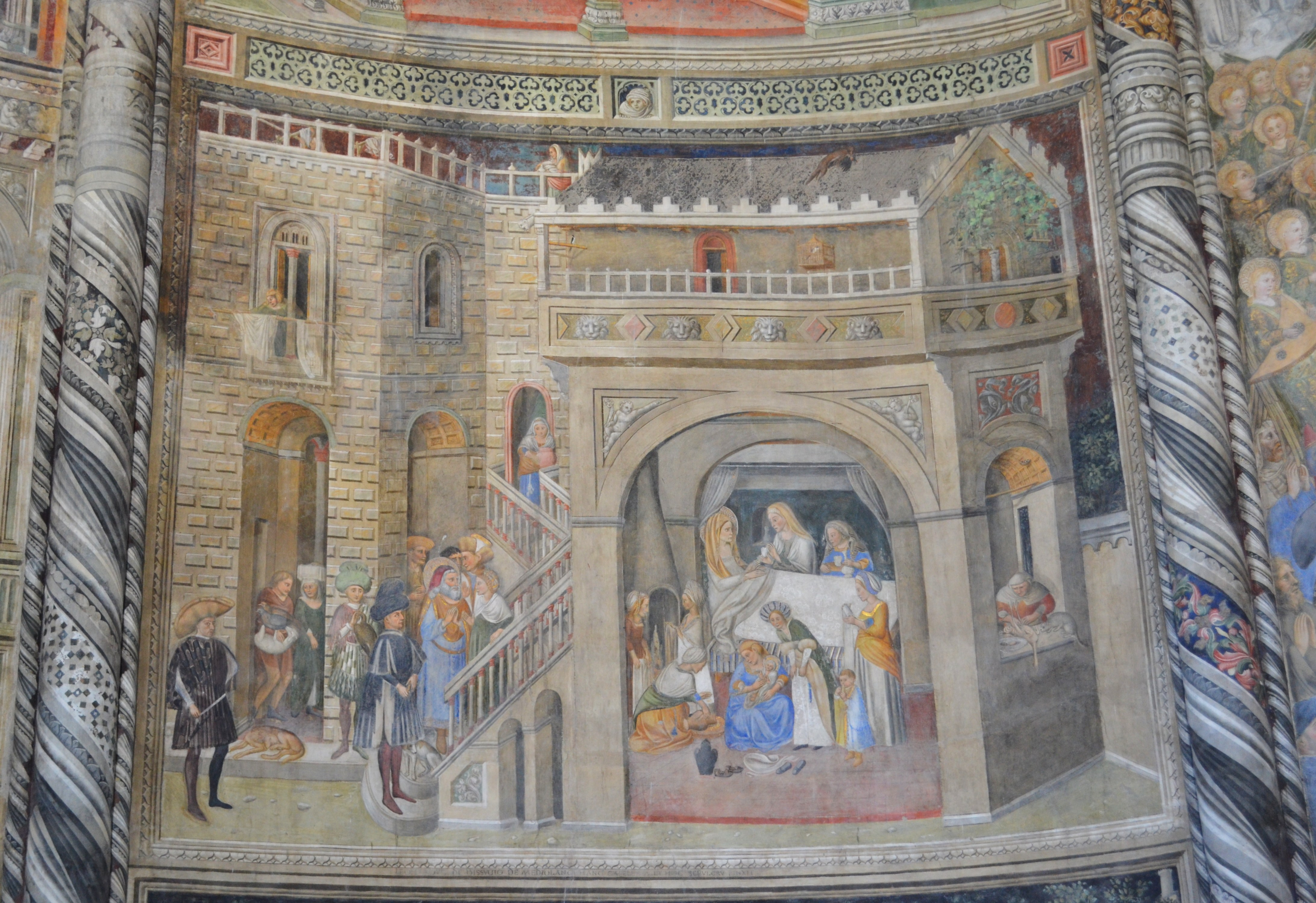
A = Natività della Vergine
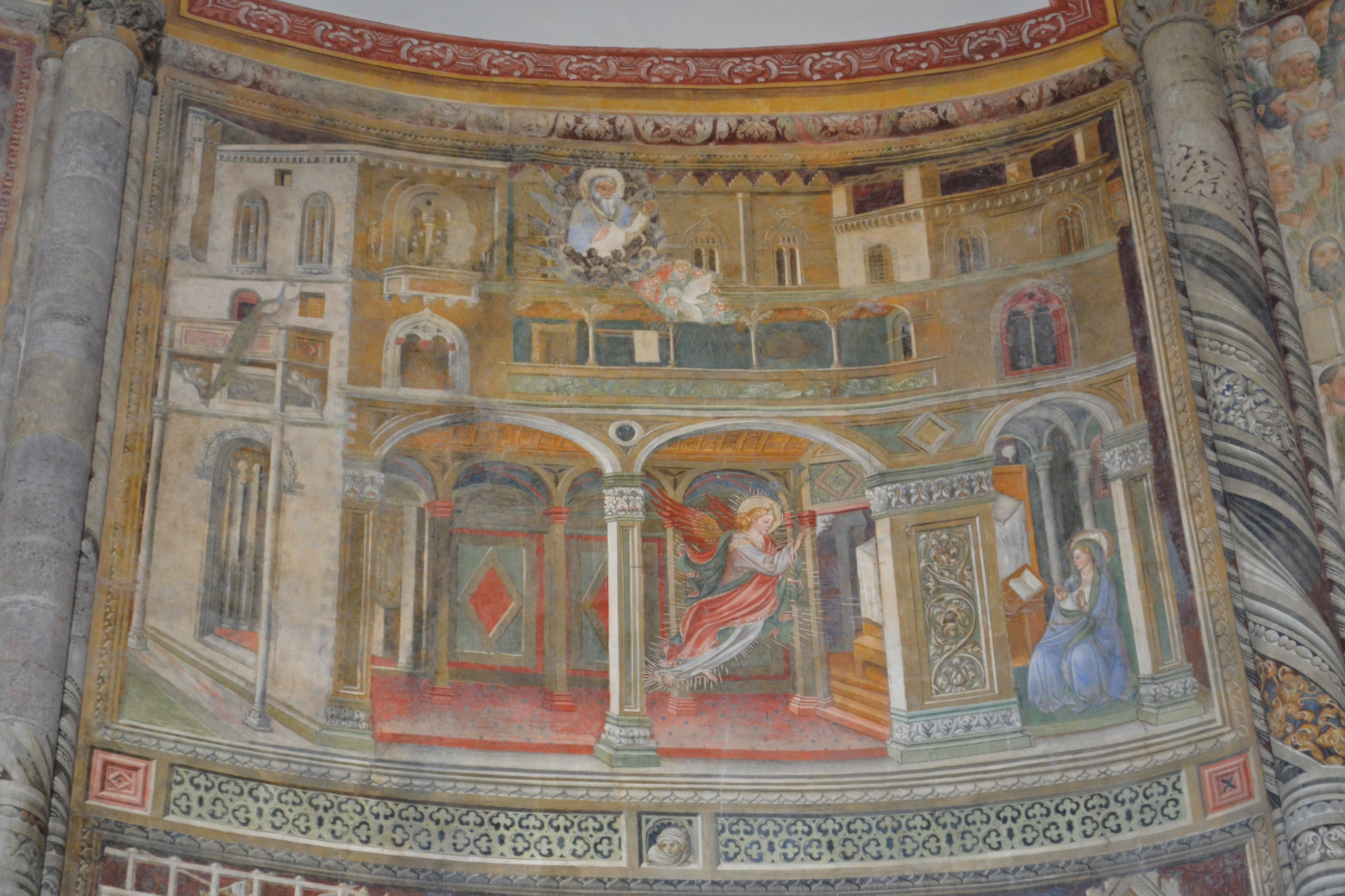
B = Annunciazione
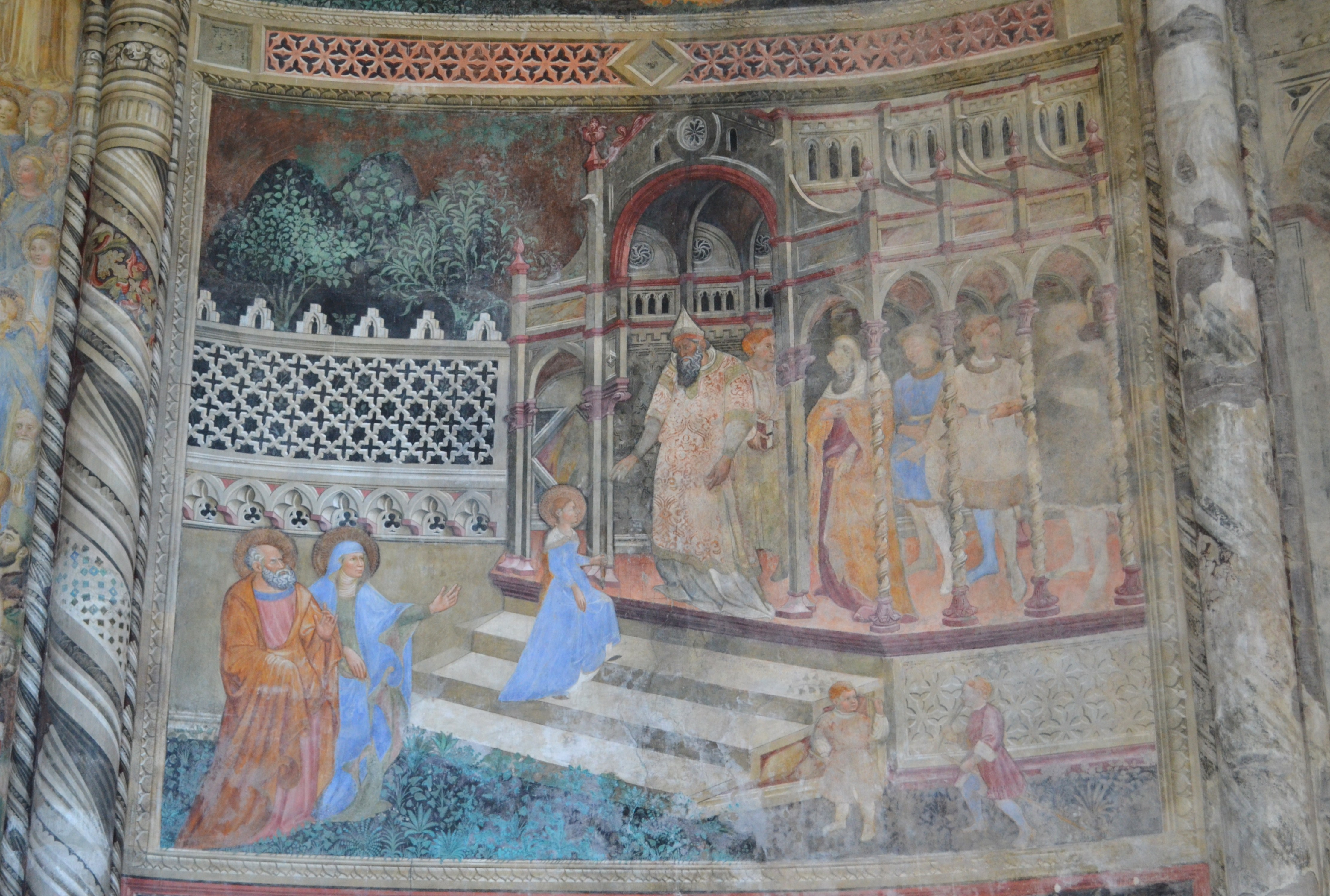
C = Presentazione al Tempio
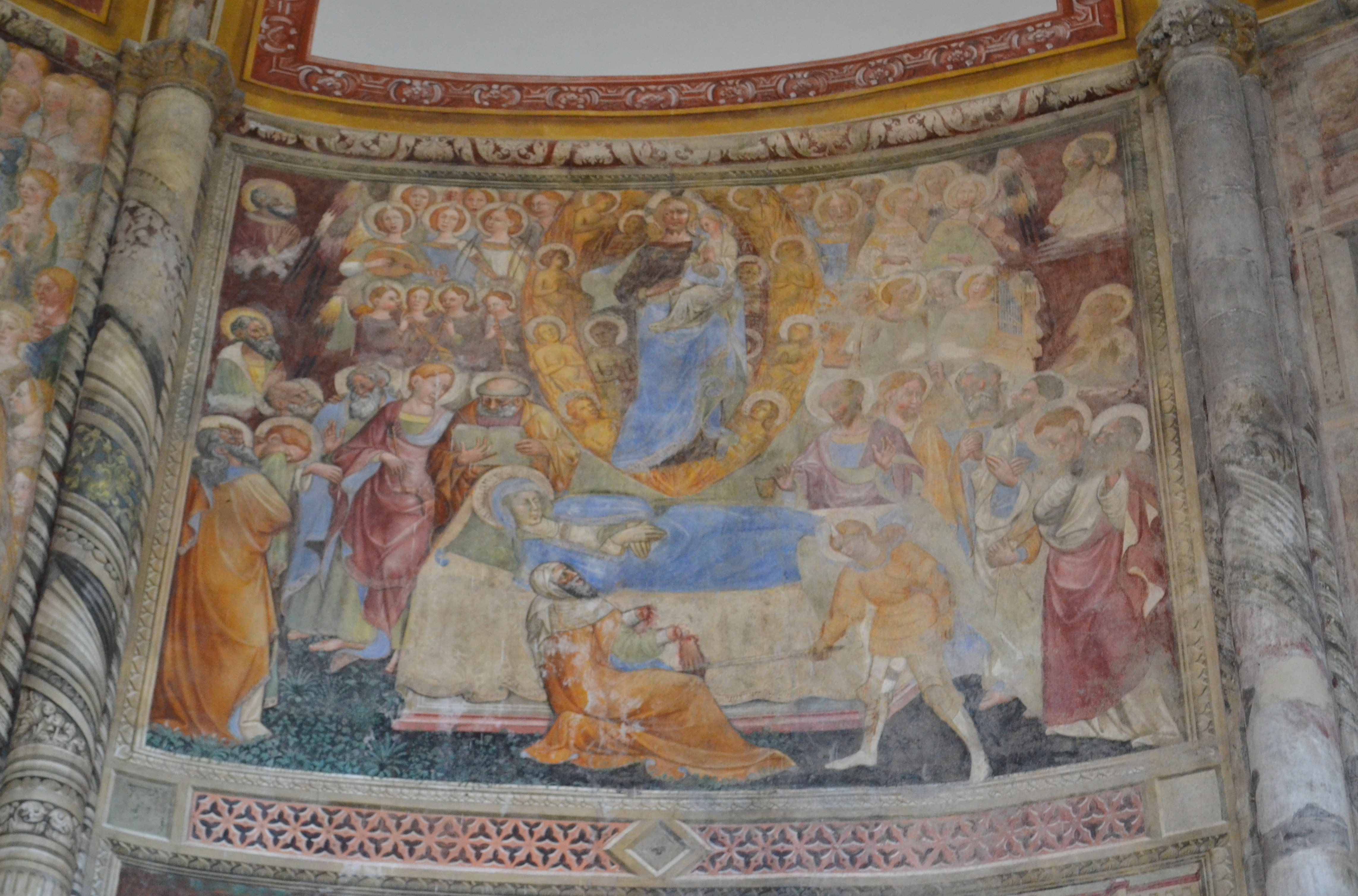
D = Morte della Vergine
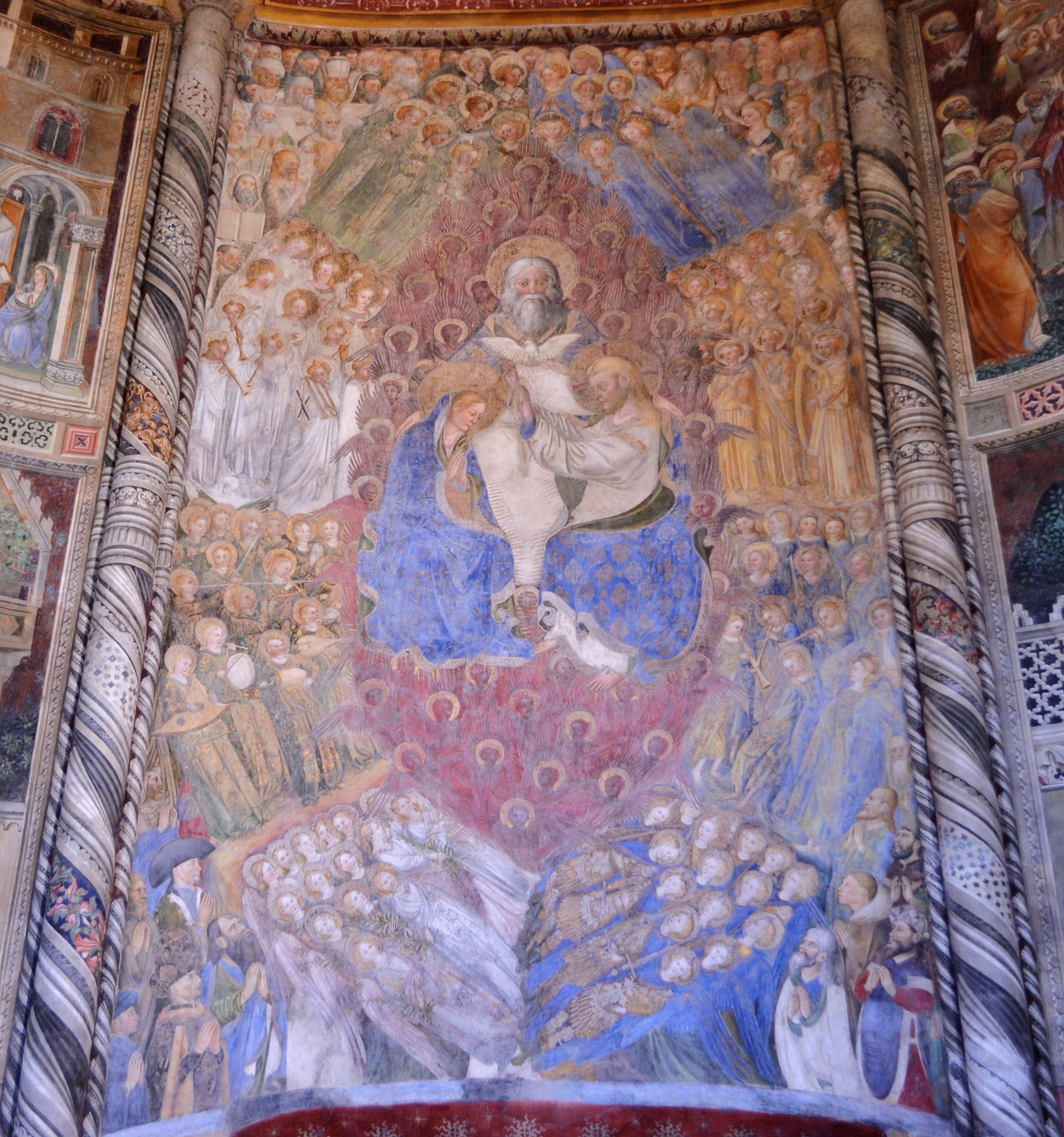
E = Incoronazione della Vergine

Storie eremitiche

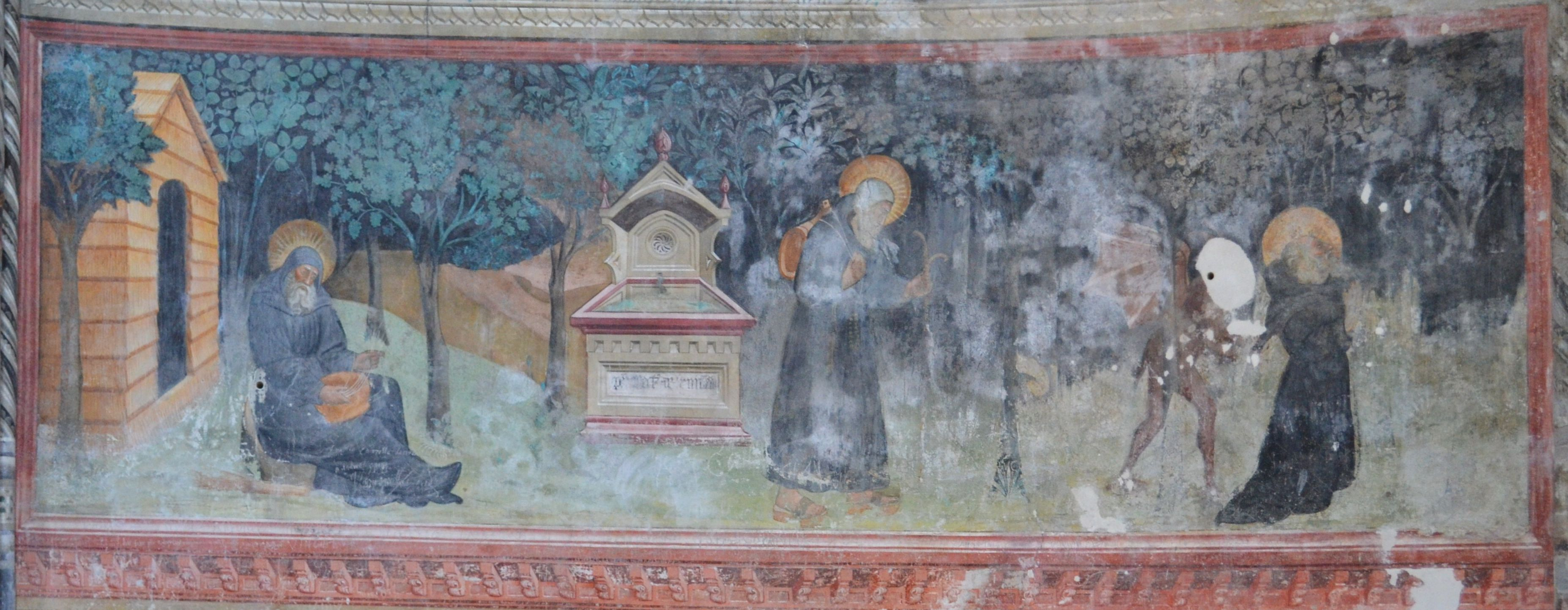
A = prima scena
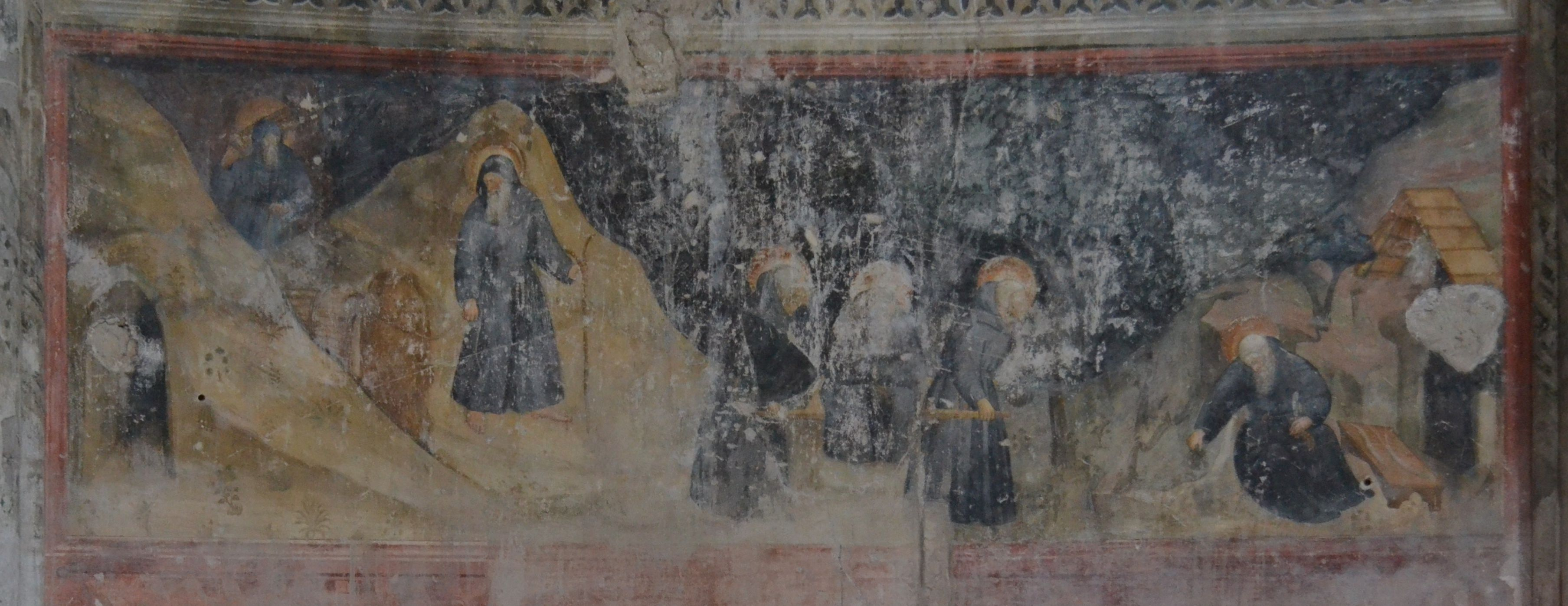
B = seconda scena
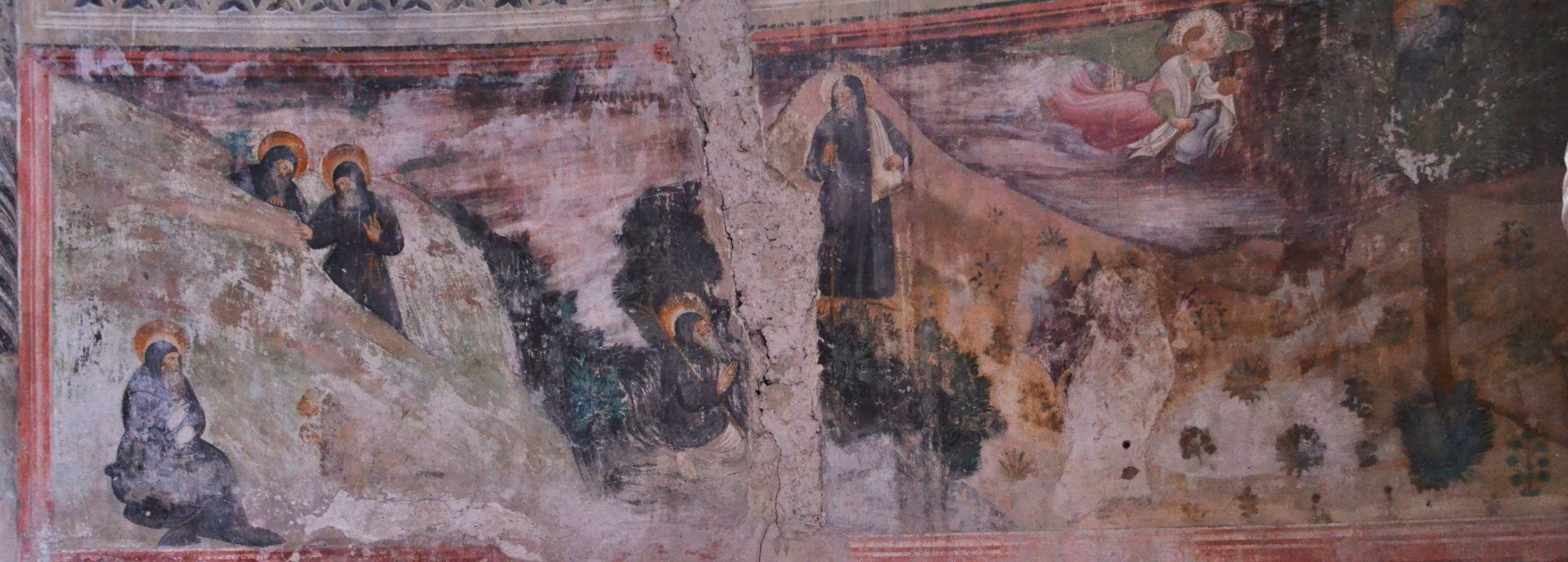
C = terza scena
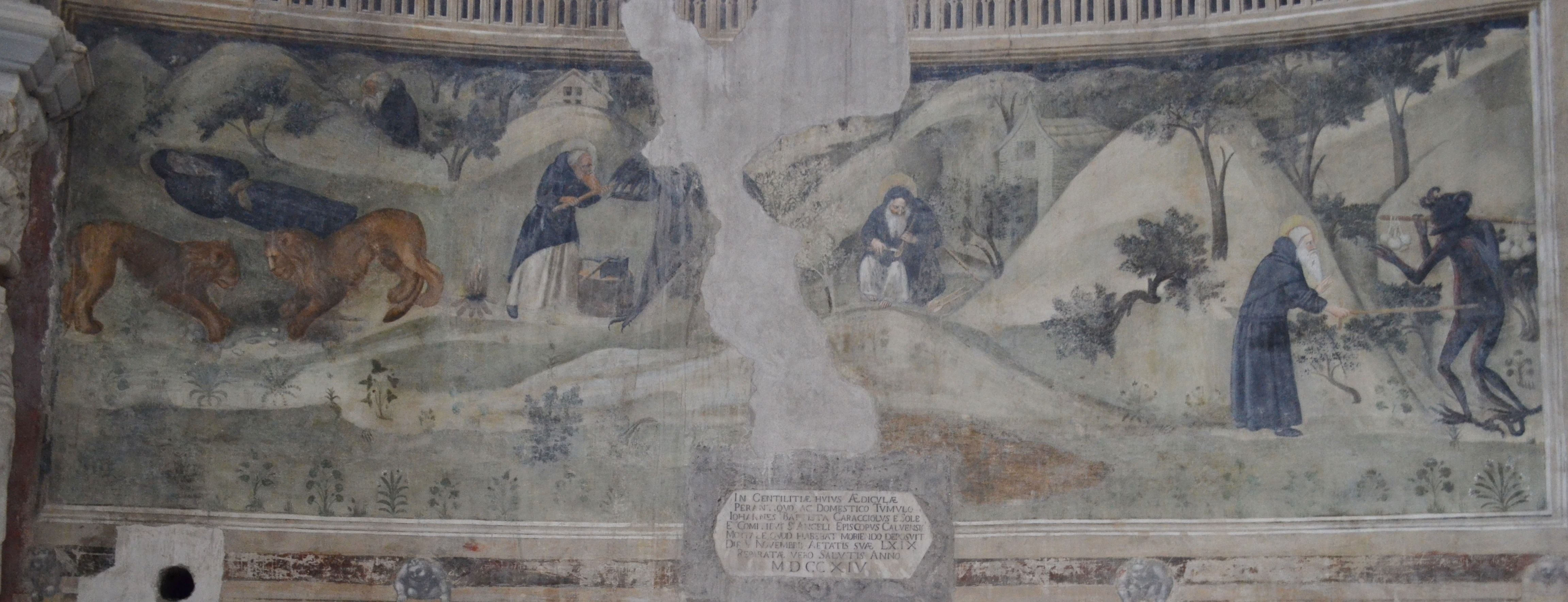
D = quarta scena
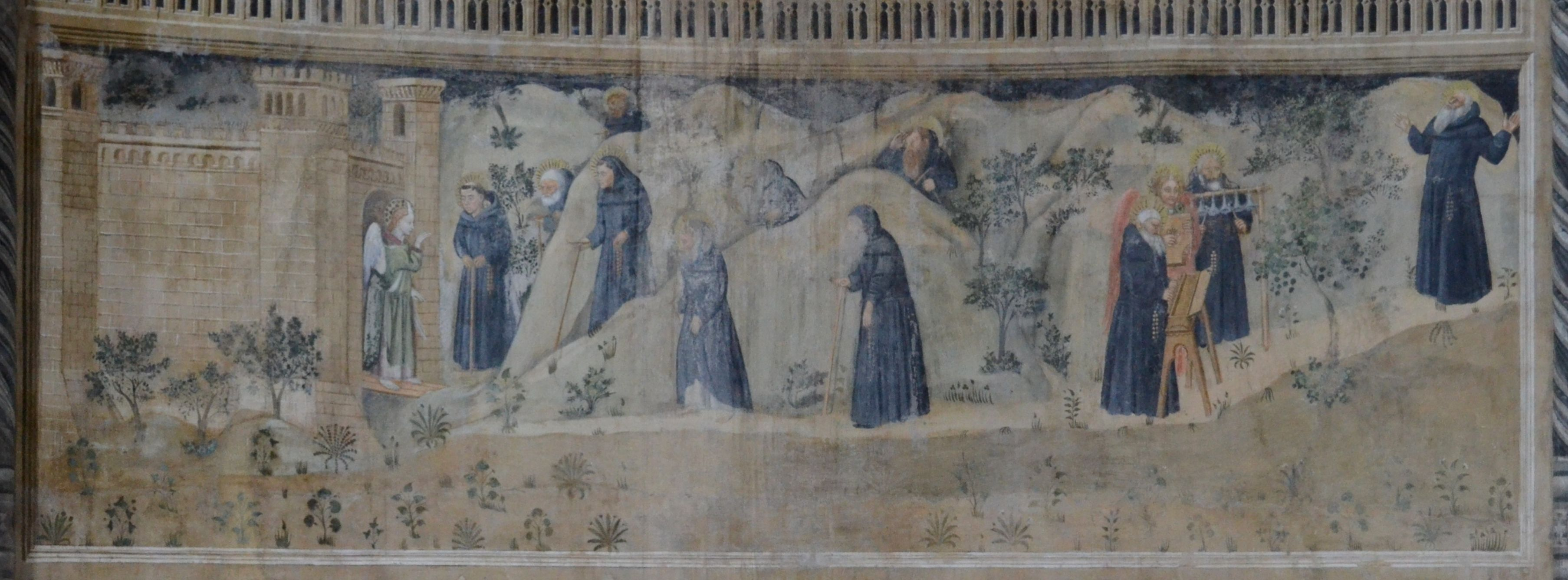
E = quinta scena
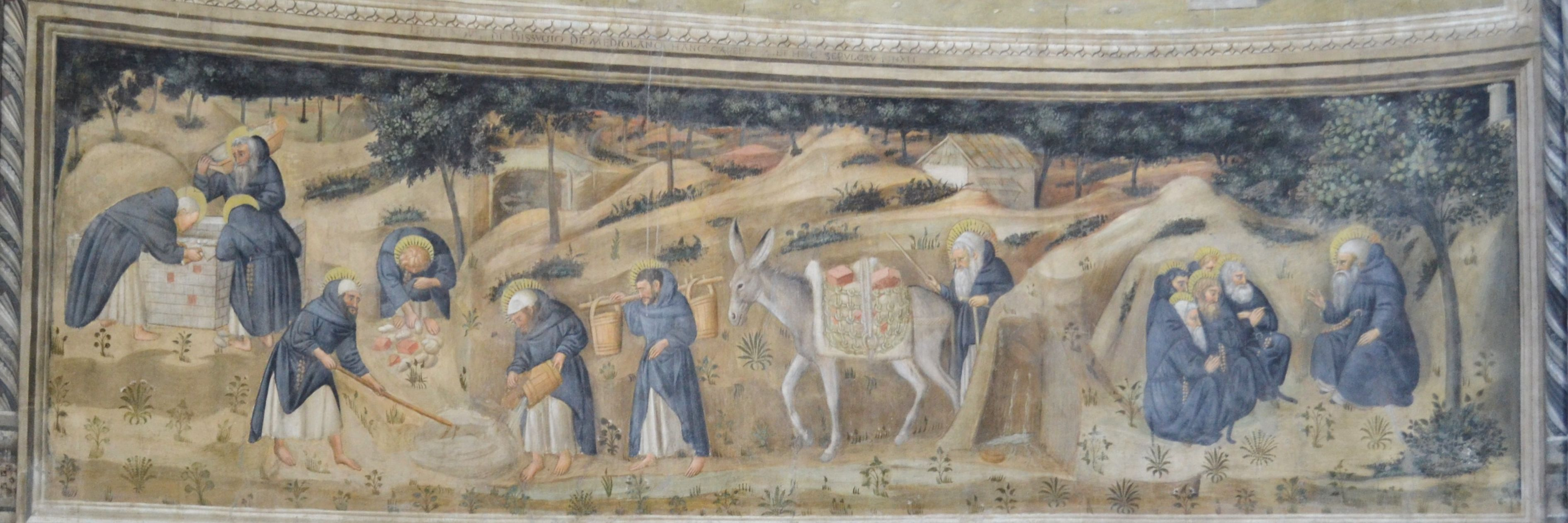
F = sesta scena

Santi

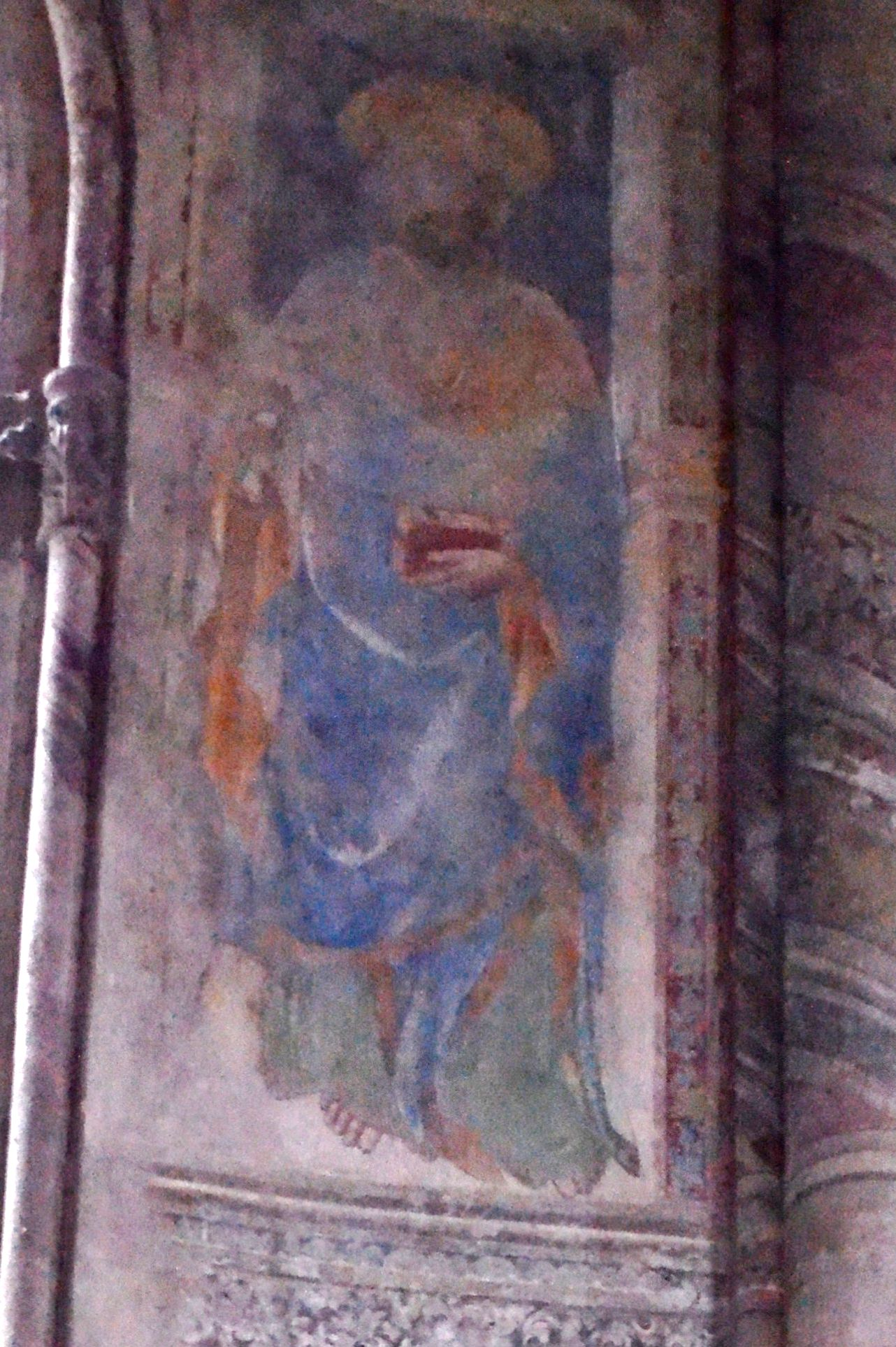
B
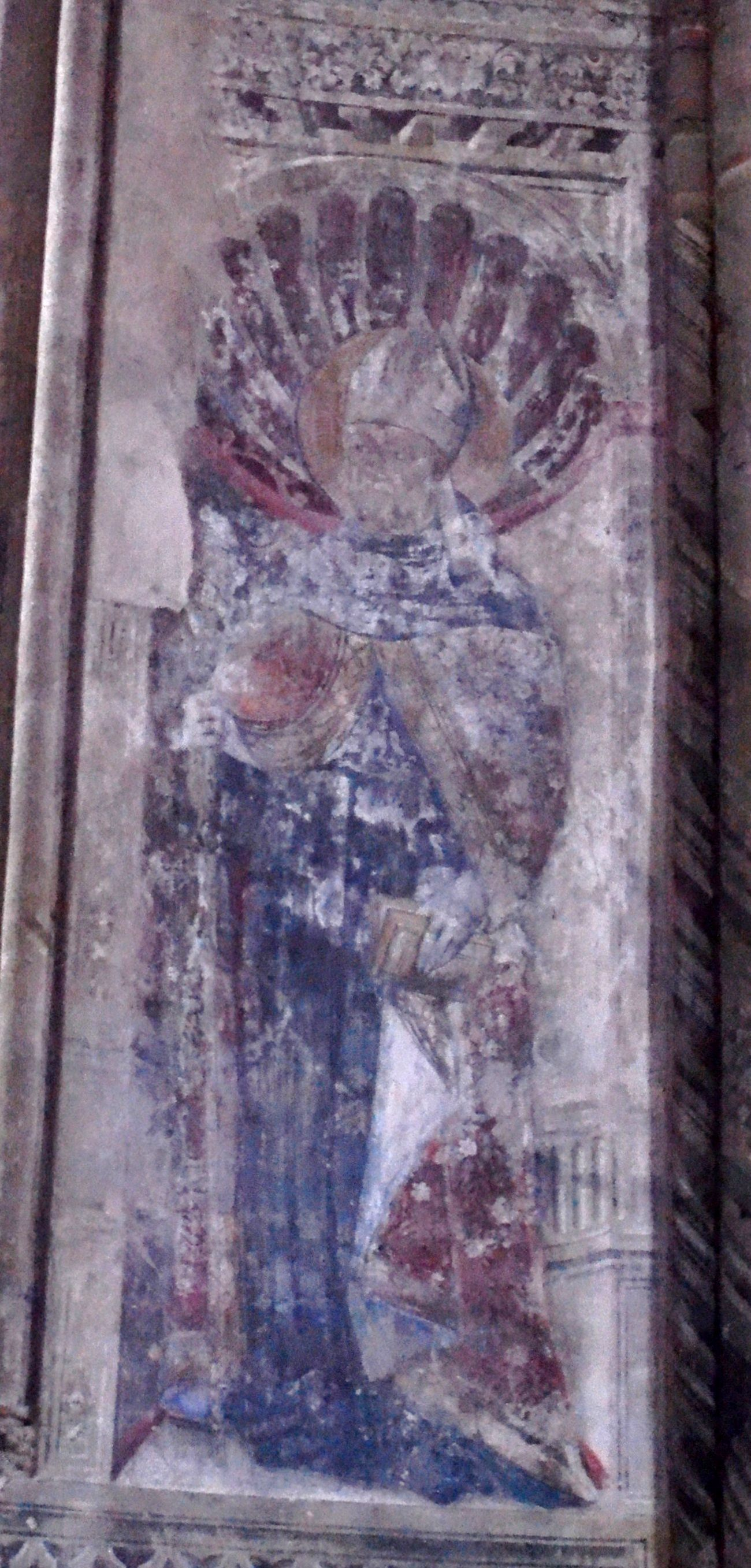
D
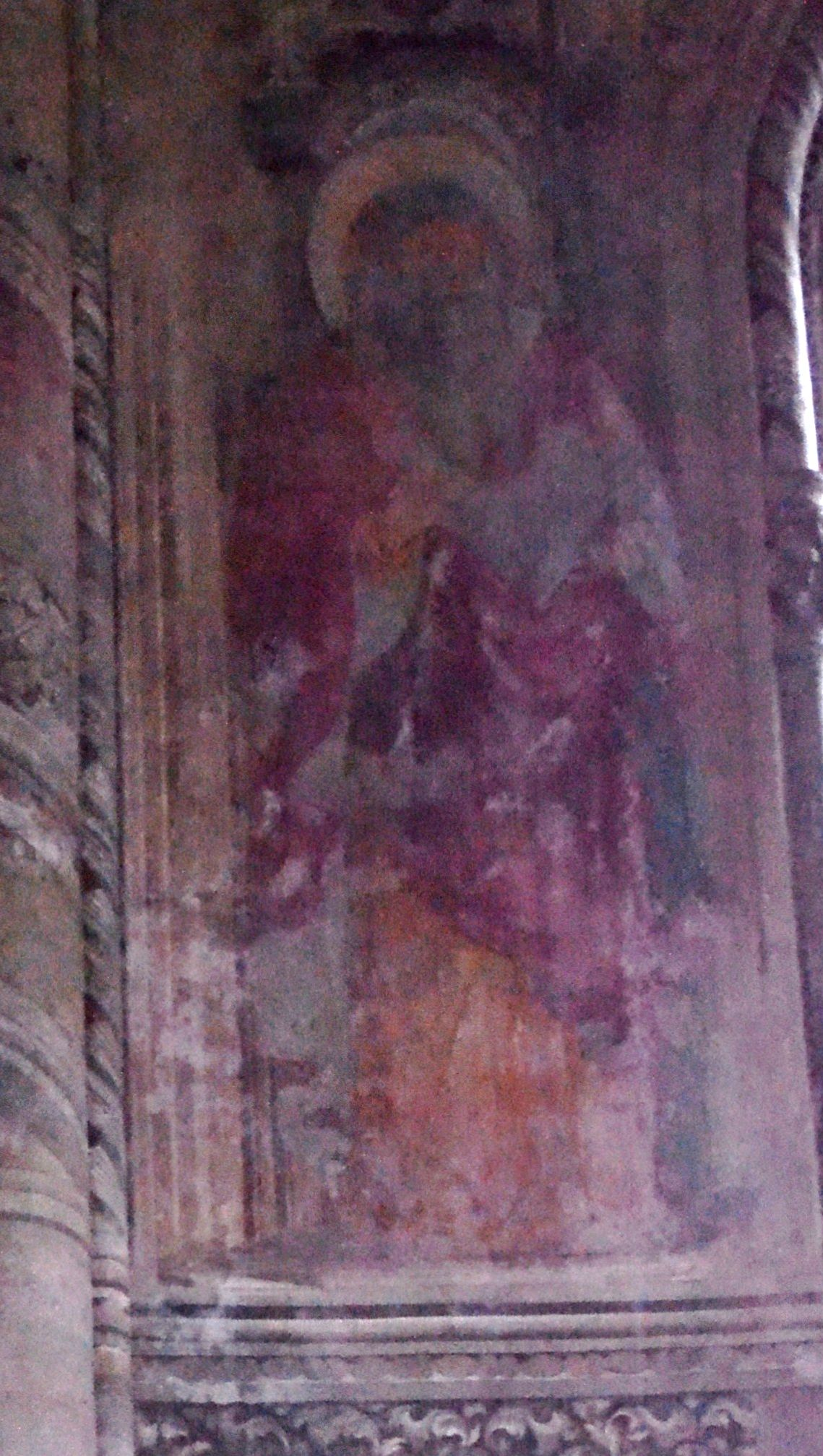
E
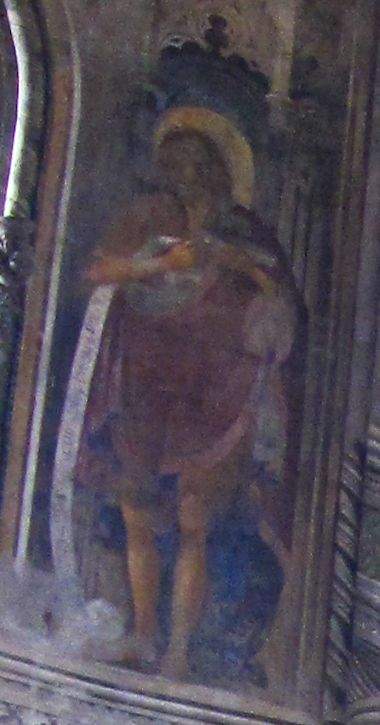
F
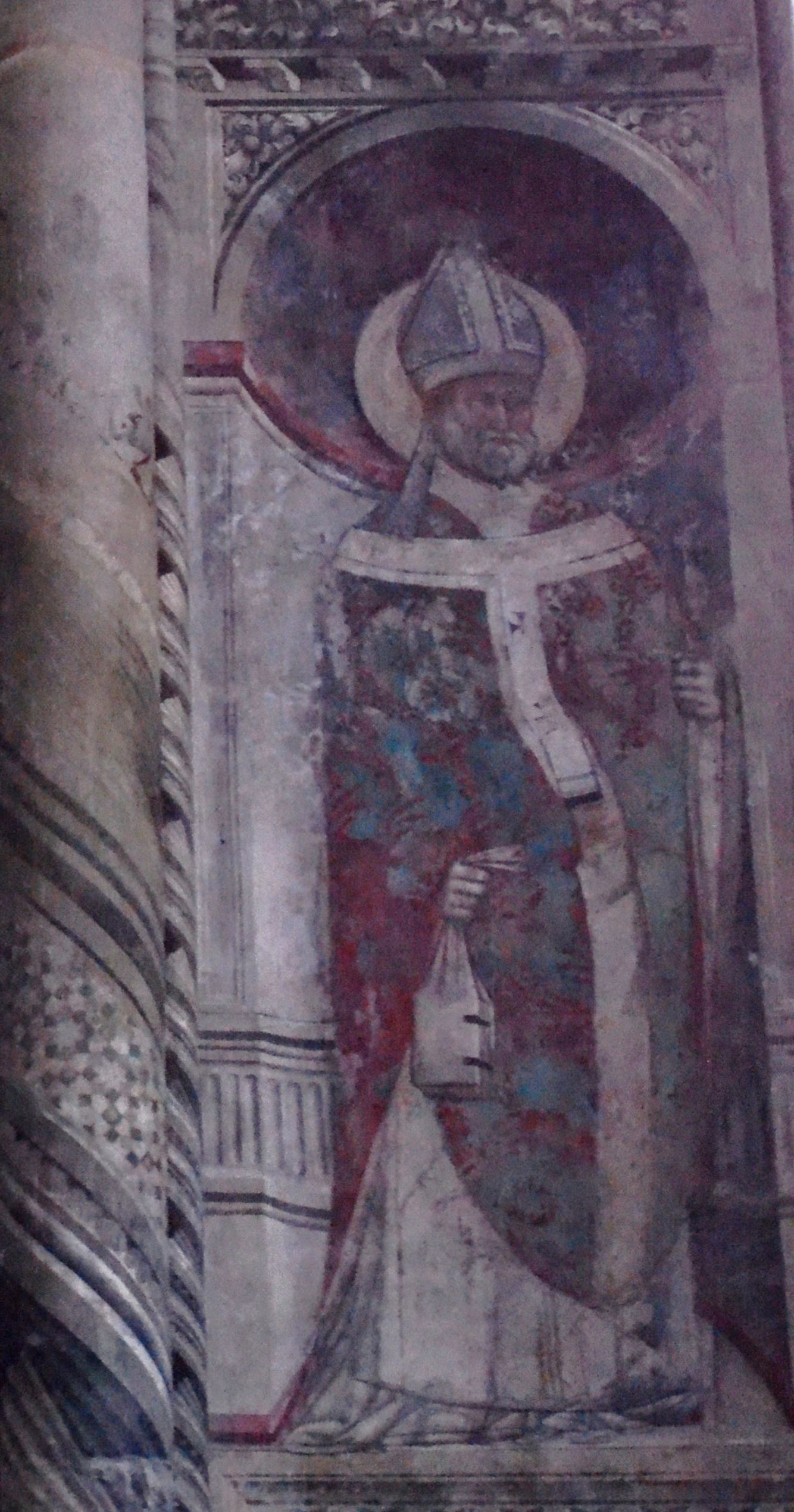
G
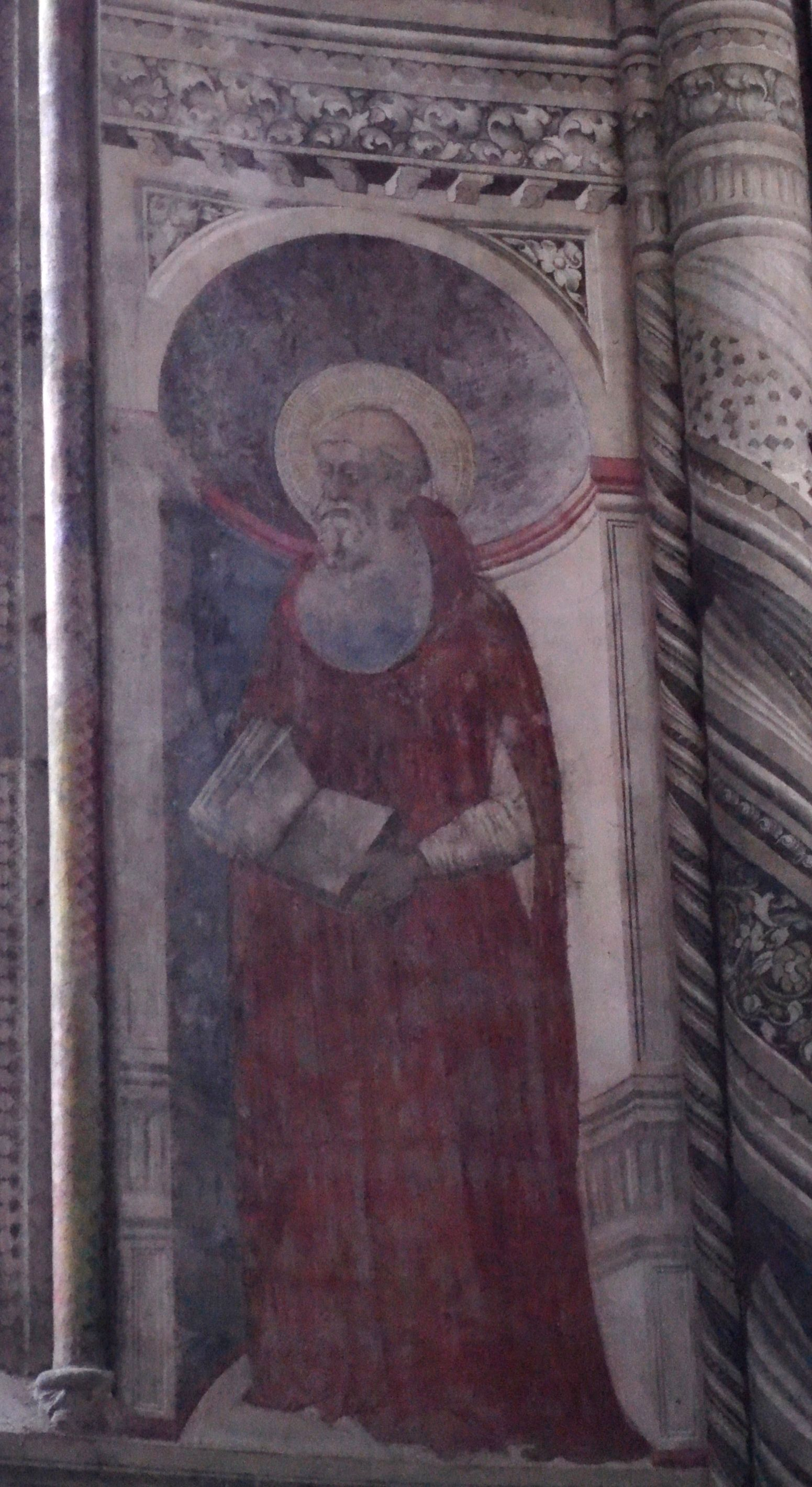
H
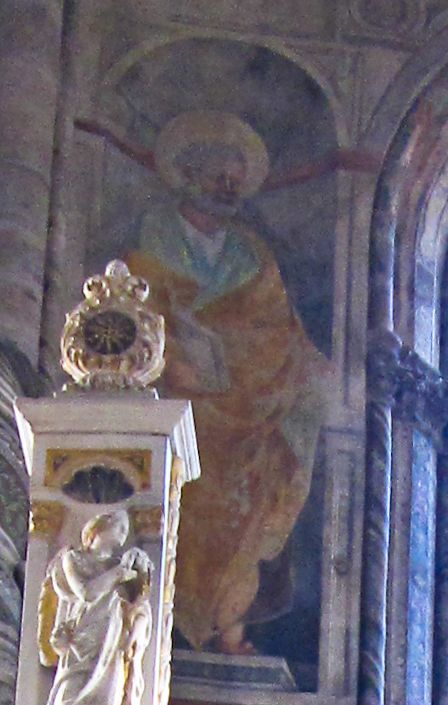
I
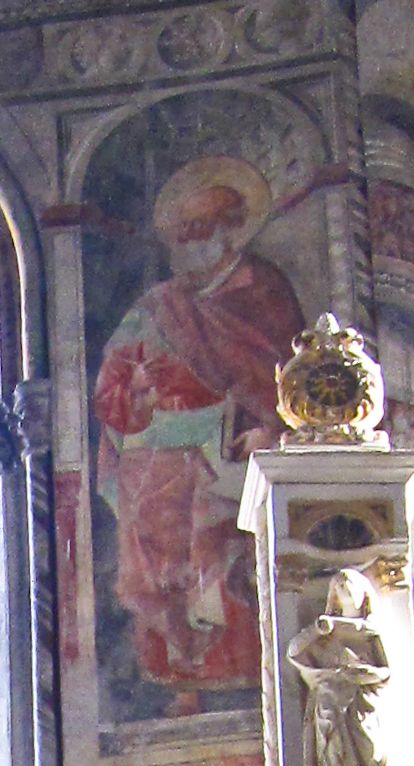
L
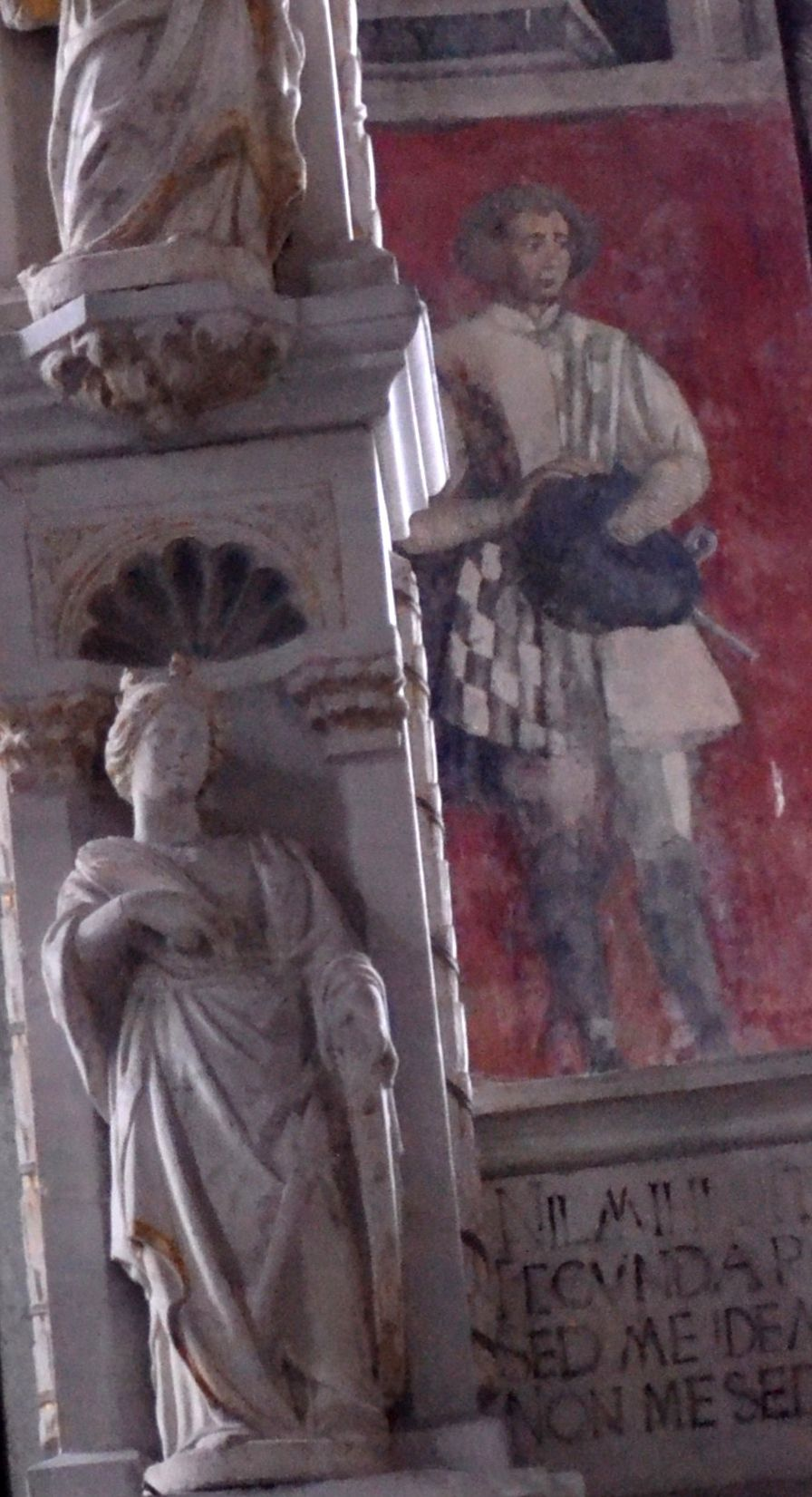
M (vir illustris)
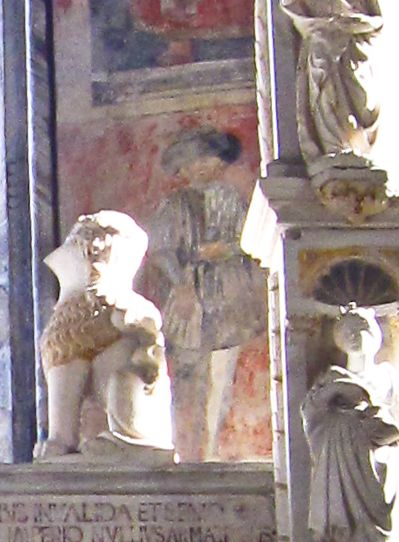
N (vir illustris)
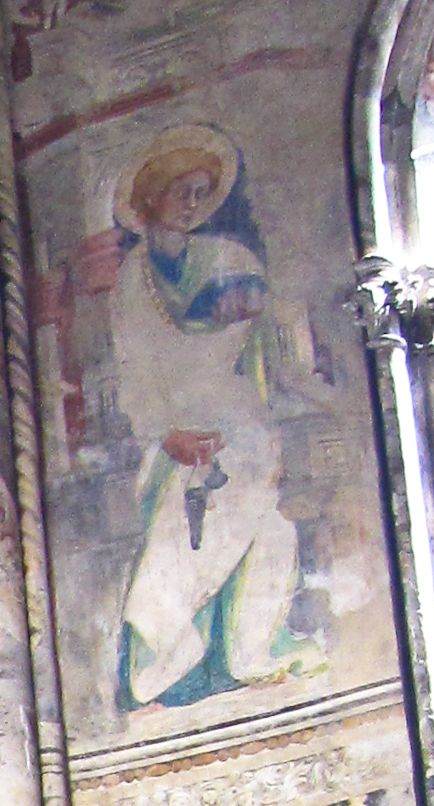
O
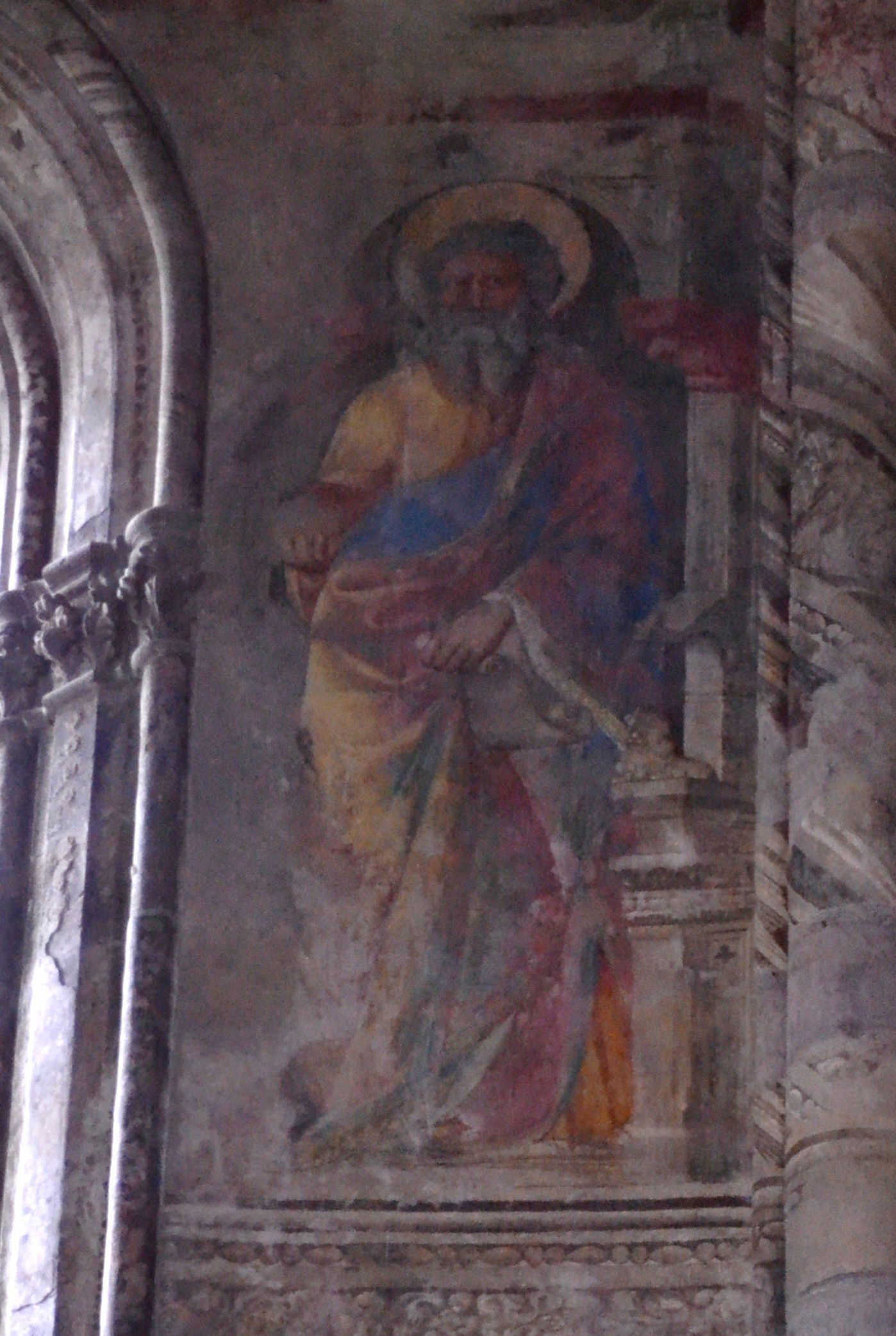
P
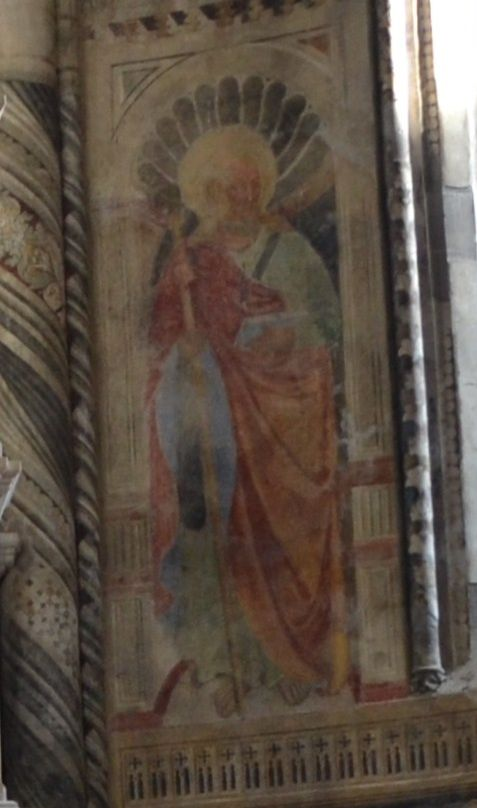
Q
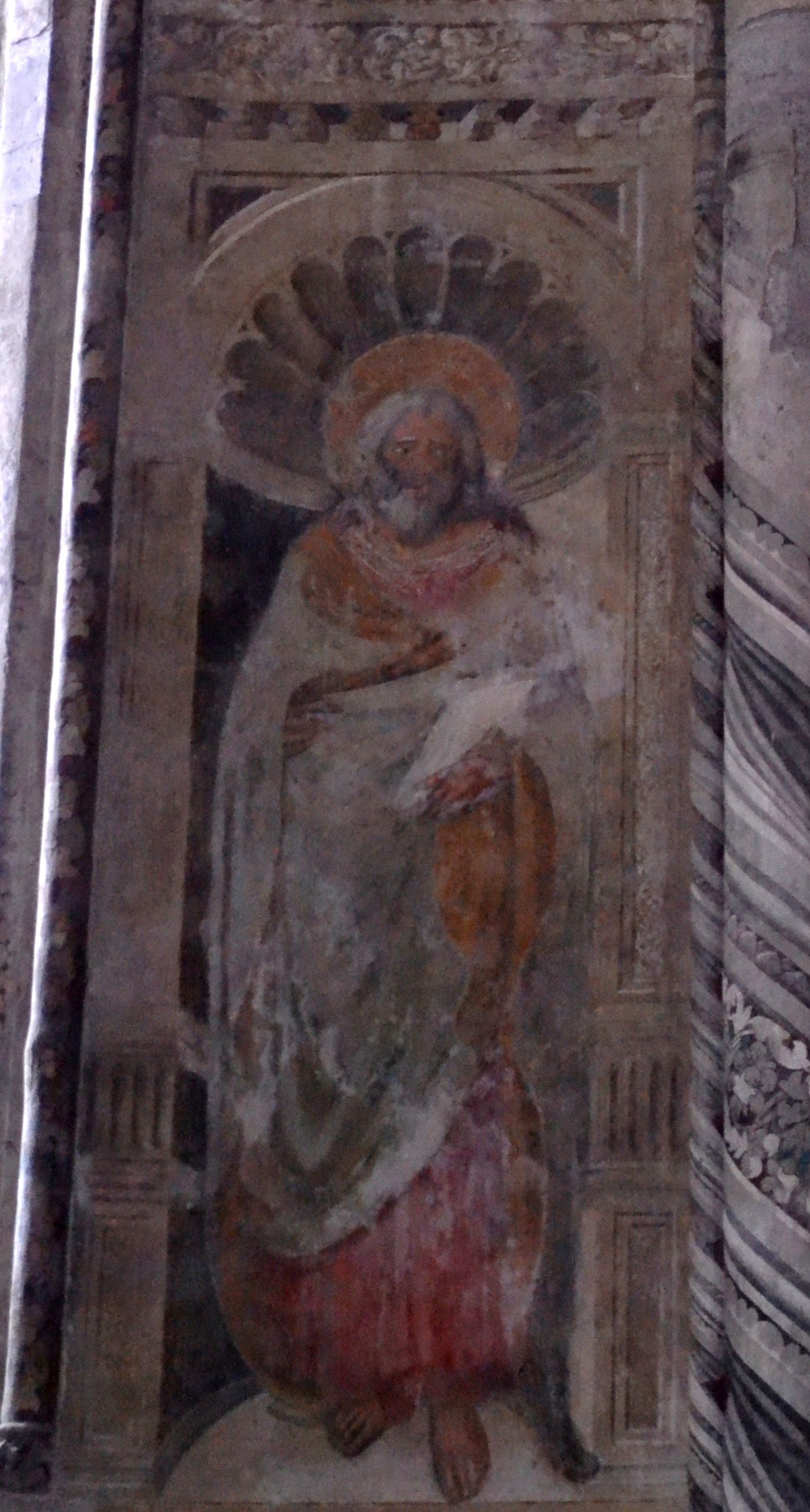
R
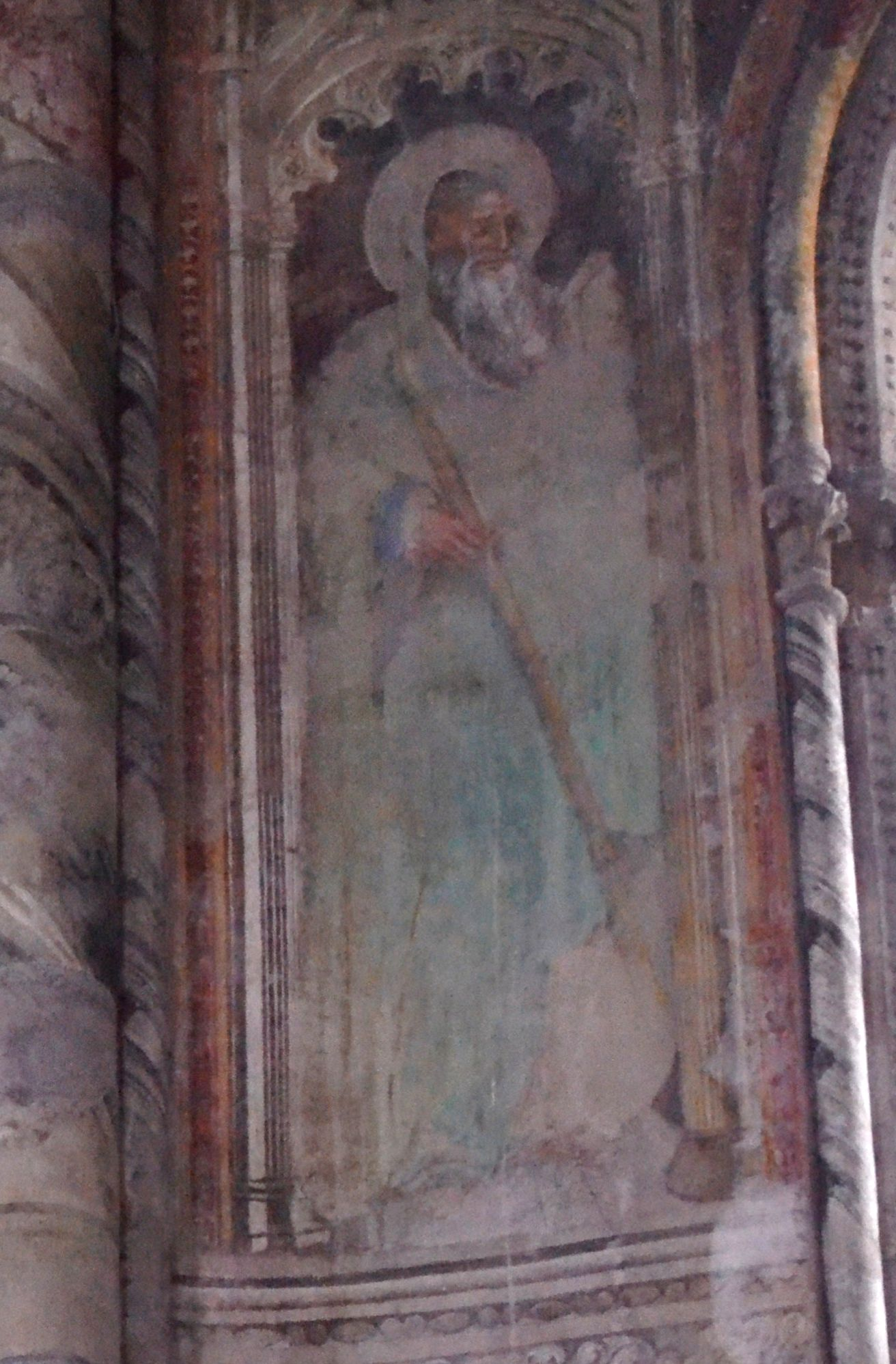
S
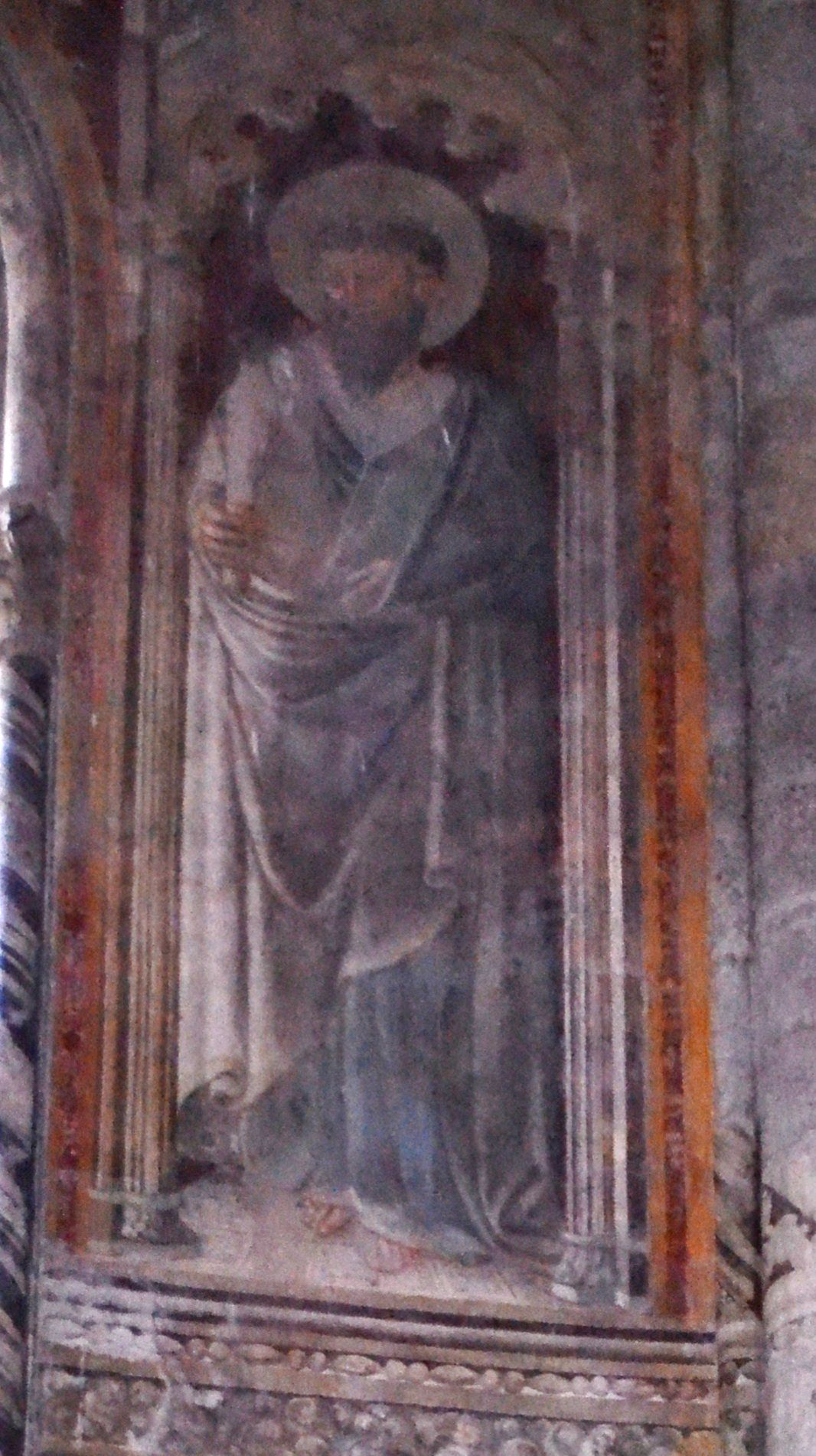
T
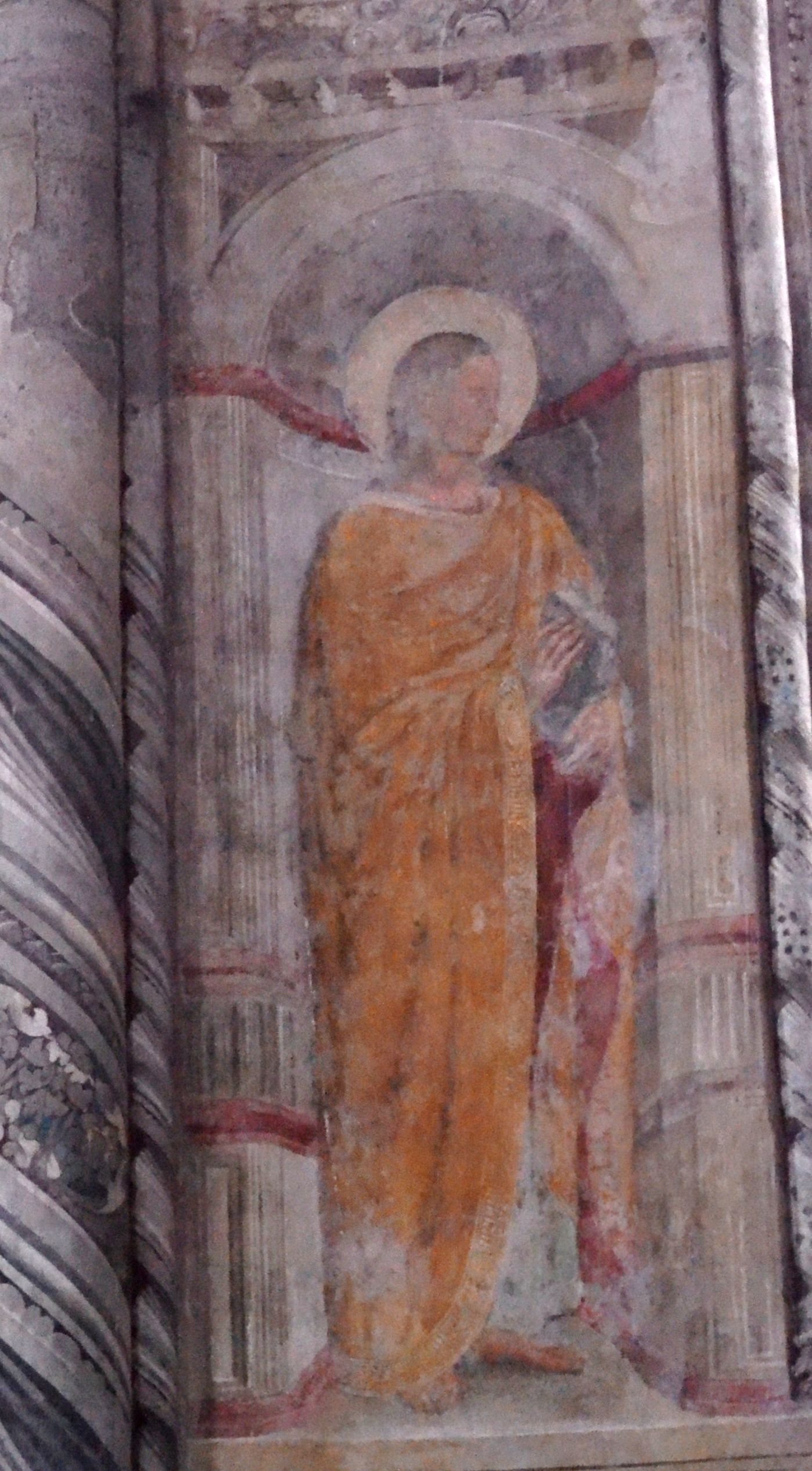
U
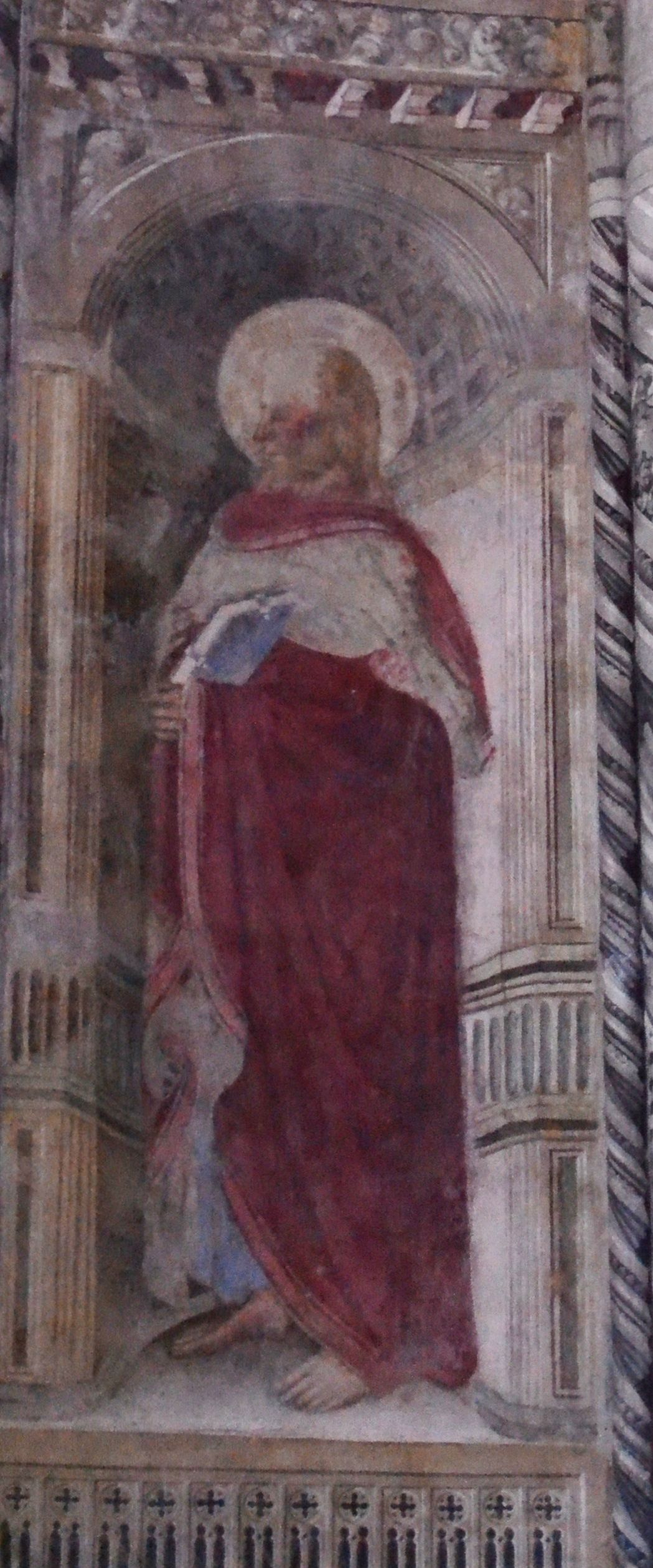
V